# Paul Kruger
Pour les articles homonymes, voir Paul Krüger et Kruger.
Stephanus Johannes Paulus « Paul » Kruger, né le 10 octobre 1825 à Bulhoek dans la colonie du Cap en Afrique du Sud et mort le 14 juillet 1904 à Clarens en Suisse, est un chef militaire boer, un homme politique et un chef d'État qui fut président de la République sud-africaine (ou Transvaal) de 1883 à 1902. Généralement surnommé Oom Paul (« Oncle Paul » en afrikaans) ou encore Mamelodi (par les populations noires du Bushveld), il a représenté l'incarnation du nationalisme afrikaner (Afrikanerdom) en lutte contre le Royaume-Uni durant la seconde guerre des Boers entre 1899 et 1902.
Né dans l'Est de la colonie du Cap, Kruger participa durant son enfance au Grand Trek à la fin des années 1830. Il ne reçut presque aucune éducation en dehors de son apprentissage religieux. Protégé du chef voortrekker Andries Pretorius, il assista à la signature du traité de Sand River avec le Royaume-Uni en 1852 et dans les années qui suivirent, il joua un rôle déterminant dans les politiques de la jeune République sud-africaine du Transvaal en servant de médiateur lors des fréquentes luttes de pouvoir. En 1863, il fut élu commandant-général (chef des armées du Transvaal) et occupa cette fonction pendant une décennie avant de démissionner après l'élection du président Thomas François Burgers (1872).
Paul Kruger fut nommé vice-président en 1877, peu avant que la République ne soit annexée par le Royaume-Uni pour devenir la colonie du Transvaal. Au cours des trois années qui suivirent, il mena deux délégations à Londres pour protester contre cette annexion et devint le chef de file du mouvement indépendantiste qui parvint à ses fins lors de la première guerre des Boers de 1880-1881. Élu président en 1883, il mena l'année suivante une troisième députation qui signa la convention de Londres par laquelle le Royaume-Uni reconnaissait le Transvaal comme un État indépendant.
La découverte de diamants et surtout d'or dans la région entraîna un afflux massif de colons britanniques, appelés uitlanders (« étrangers ») dans la langue des Boers. L'industrie minière qu'ils développèrent fournissait la quasi-totalité des revenus de la République sud-africaine mais le gouvernement de Kruger refusa de leur donner les mêmes droits civiques de peur qu'ils ne prennent l'ascendant politique sur les Boers. Ce problème et les tensions avec le Royaume-Uni dominèrent le reste de la présidence de Kruger et ils débouchèrent finalement sur la seconde guerre des Boers (1899-1902). Kruger rejoignit l'Europe pour y chercher des alliés quand la guerre tourna à l'avantage des Britanniques en 1900 et il refusa de retourner en Afrique du Sud après la victoire de ces derniers. Il mourut en Suisse à l'âge de 78 ans en 1904 et sa dépouille fut inhumée dans le Heroes' Acre de Pretoria lors de funérailles nationales.
Icône de l'histoire afrikaner, ses admirateurs le considèrent comme étant un héros populaire tragique qui a lutté courageusement contre le colonialisme et l'impérialisme britannique alors que ses détracteurs, pour son refus d'étendre le droit de vote aux uitlanders, pour son interprétation littérale de la Bible et pour la place de sa foi religieuse dans ses prises de décision, le voient comme ayant été le défenseur opiniâtre d'un mode de vie et d'une vision du monde allant à contresens de l'histoire et de la modernité.

## Jeunesse

### Enfance
Stephanus Johannes Paulus « Paul » Kruger est né le 10 octobre 1825 à Bulhoek dans la colonie du Cap. Il était le troisième enfant et second fils de Casper (ou Kasper) Jan Hendrik Kruger (1801-1851) et d'Elsie (Elisa, née Steyn). La famille était afrikaner (ou boer) néerlandophone avec une ascendance majoritairement allemande, française huguenote et néerlandaise,. Les ascendants paternels de Paul Kruger habitaient en Afrique australe depuis 1713. Jacob Krüger (1690-1749), originaire de Berlin, arriva à l'âge de 17 ans au Cap en tant que soldat de la Compagnie néerlandaise des Indes orientales. Ses enfants abandonnèrent le umlaut de leur nom de famille, une pratique courante pour les Sud-Africains d'origine germanique et au cours du siècle qui suivit, leurs descendants s'implantèrent de plus en plus à l'intérieur des terres. Du côté de sa mère, les ancêtres de Paul Kruger résidaient en Afrique du Sud depuis 1668 et faisaient partie de la classe supérieure. Son arrière-grand-oncle Hermanus Steyn (1743-1804) avait présidé la république autoproclamée de Swellendam qui s'était révoltée contre le pouvoir de la Compagnie en 1795. Selon le généalogiste Keith Meintjies, Paul Kruger s'inscrit également dans la lignée de Krotoa (Eva) une femme khoï, qui avait servi comme interprète pour les colons néerlandais lors de la fondation de la Colonie du Cap,.
Bulhoek était le nom de la ferme familiale des Steyn que le père d'Elsie, Douw Gerbrand Steyn, avait créée en 1809. Les Kruger et les Steyn se connaissaient bien et Casper se rendit plusieurs fois à Bulhoek durant son adolescence. Elsie et lui se marièrent à Cradock en 1820 alors qu'il avait 18 ans et elle 14 ans. Le couple eut une fille, Sophia (1821-1896), et un garçon, Douw Gerbrand, avant la naissance de Paul en 1825. Les deux premiers prénoms de l'enfant, Stephanus et Johannes, avaient été choisis en référence à son grand-père paternel mais ils étaient rarement utilisés ; l'origine du troisième prénom, Paulus, est inconnue mais son biographe Johannes Meintjes écrivit en 1974 que « le garçon fut toujours appelé Paul ». Suivit ensuite un troisième garçon prénommé Tjaart (1829-1889)
Paul Kruger fut baptisé à Cradock le 19 mars 1826, et ses parents achetèrent peu après une ferme à Vaalbank près de Colesberg dans la région reculée du nord-est de la colonie du Cap. Sa mère mourut en 1834 alors qu'il avait 8 ans et son père se remaria avec Heiletje du Plessis. Hormis la lecture et l'écriture qu'il apprit au sein de sa famille, l'éducation du jeune Kruger se limita à trois mois avec un tuteur itinérant dénommé Tielman Roos et à l'enseignement religieux calviniste de son père. À l'âge adulte, Kruger avança qu'il n'avait jamais rien lu d'autre que la Bible.

### Grand Trek

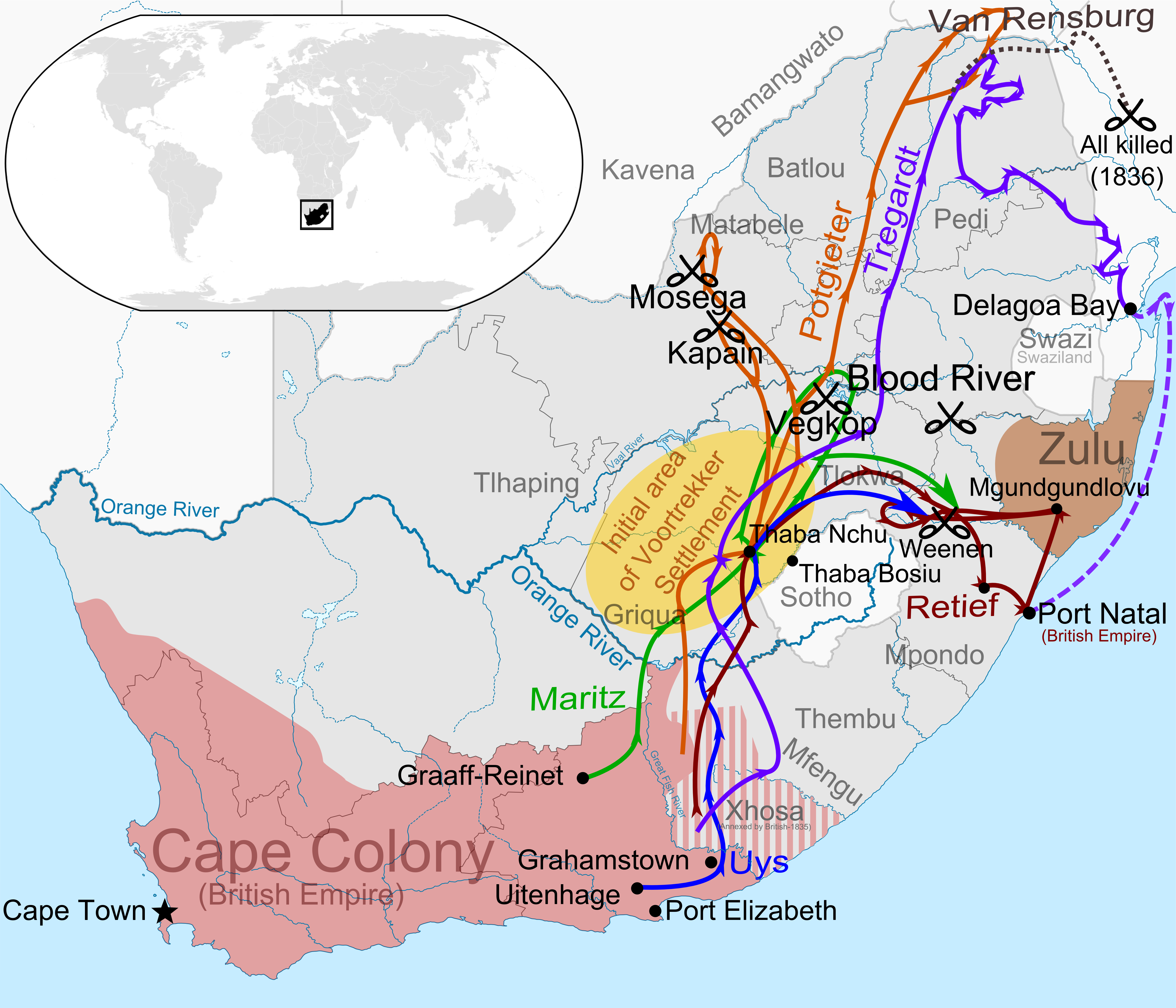
Carte des routes empruntées par les Voortrekkers durant le Grand Trek des années 1830 et 1840

En 1835, Casper Kruger, son père et ses frères Gert et Theuns ainsi que leurs familles déménagèrent et s'installèrent près de la rivière Caledon à l'extrémité nord-est de la colonie du Cap. Fondée au milieu du XVIIe siècle par la compagnie néerlandaise des Indes orientales, la colonie était passée sous contrôle britannique à la suite du traité anglo-néerlandais de 1814. Le mécontentement boer lié à l'imposition de l'anglais comme seule langue officielle et à l'interdiction de l'esclavage en 1834 déboucha sur le Grand Trek, la migration de milliers de « Voortrekkers » néerlandophones dans la région entre les rivières Orange et Vaal au-delà de la limite nord-est de la colonie. Si de nombreux Boers se plaignaient de l'administration britannique, ce n'était pas le cas des Kruger qui avaient toujours coopéré avec les Britanniques et ne se sentaient pas concernés par l'abolition de l'esclavage étant donné qu'ils ne possédaient pas d'esclaves. Pour ces raisons, ils n'étaient pas particulièrement intéressés par l'idée de quitter la colonie.
Au début de l'année 1836, un groupe de voortrekkers mené par Hendrik Potgieter traversa l'exploitation des Kruger. Potgieter, qui envisageait la création d'une république boer, convainquit la famille de les rejoindre. Le père de Kruger poursuivit l'éducation religieuse de ses enfants durant le trek en leur faisant écrire ou réciter de mémoire, après chaque repas, des passages bibliques comme cela était la coutume chez les Boers durant le Grand Trek. Lors des arrêts, des salles de classe étaient improvisées à l'aide de roseaux ou de buissons et les Boers les plus éduqués se relayaient pour donner des cours.

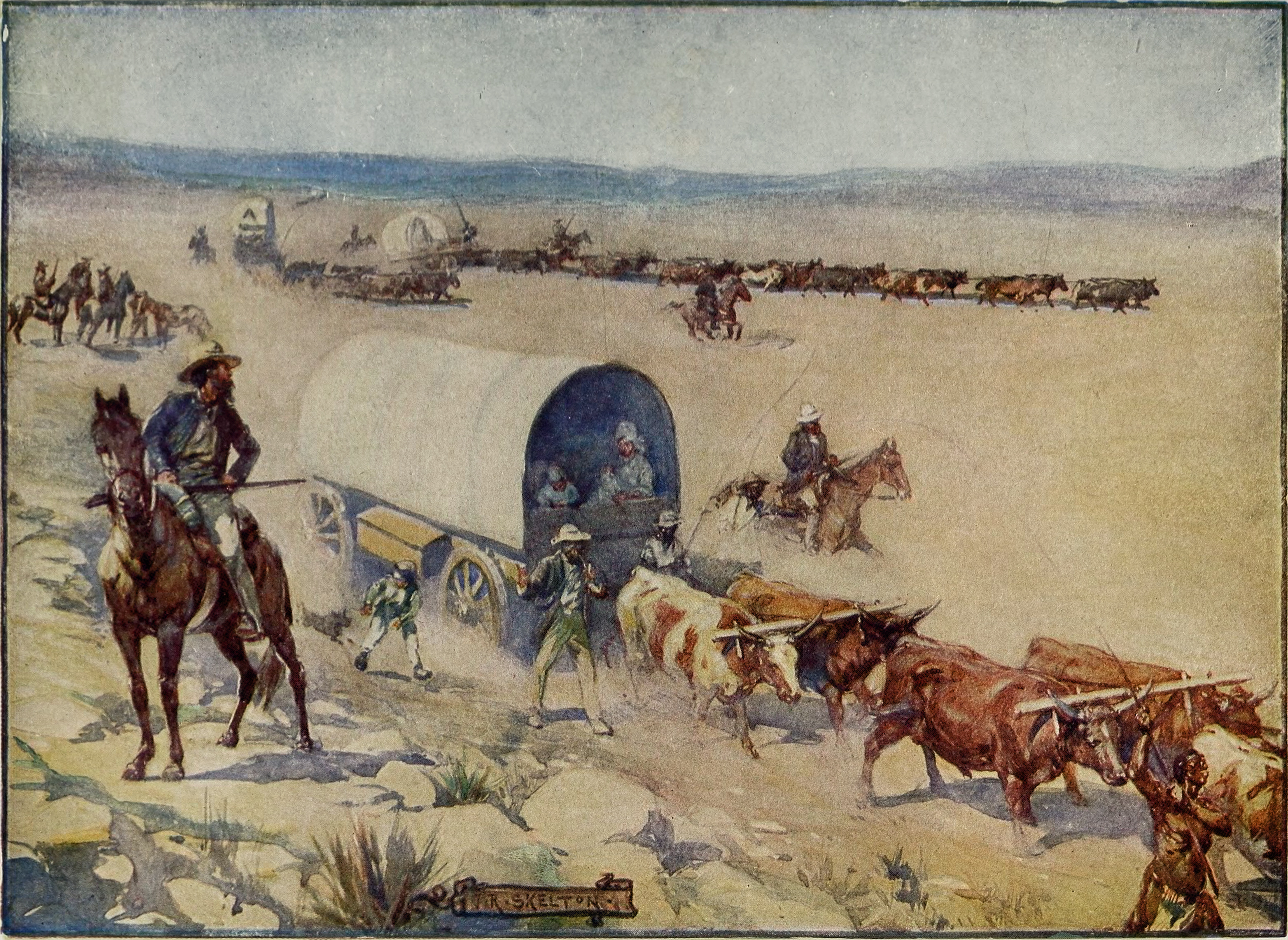
Illustration du Grand Trek réalisée en 1909

La région du Highveld, où arrivèrent les Voortrekers, était habitée par les Ndébélés (ou Matabélés) du roi Mzilikazi apparentés aux Zoulous du sud-est. Le 16 octobre 1836, le jeune Kruger, alors âgé de 11 ans participa à la bataille de Vegkop, durant laquelle entre 4 000 et 6 000 guerriers matabélés menés par Mzilikazi attaquèrent sans succès le laager boer, un terme désignant un cercle de chariots,. Kruger et les autres enfants assistèrent les adultes en fabriquant des balles tandis que les femmes et les adolescents aidèrent la quarantaine d'hommes du groupe. Kruger fut particulièrement marqué par l'affrontement qu'il pouvait décrire avec force détails jusqu'à la fin de sa vie.
En 1837 et 1838, la famille Kruger et le groupe de Potgieter continuèrent vers l'est dans le Natal. Ils y rencontrèrent le missionnaire américain Daniel Lindley (en) qui eut une forte influence spirituelle sur le jeune Kruger. Le roi zoulou Dingane signa un traité d'amitié avec Potgieter mais il revint cependant rapidement sur sa décision et fit massacrer la centaine de personnes du groupe de Piet Retief ainsi que 500 autres lors du massacre de Weenen. Kruger rappela par la suite comment son groupe fut attaqué peu après celui de Retief et décrivit « les enfants plaqués sur les poitrines de leurs mères par les lances ou leurs cervelles maculant les roues des chariots ». Il indiqua également que « Dieu entendit nos prières » et que « nous les poursuivîmes et les abattîmes alors qu'ils s'enfuyaient jusqu'à ce que plus d'entre eux soient morts que ceux des nôtres qu'ils avaient tués lors de leur attaque… Je pouvais ne tirer que moyennement bien car nous vivions, si l'on peut dire, au milieu du gibier ».
Ces événements poussèrent le groupe à rebrousser chemin vers le Highveld et ils obligèrent les Matabélés à migrer vers le nord au-delà du fleuve Limpopo dans ce qui devint le Matabeleland. Kruger et son père s'installèrent alors au pied des montagnes du Magaliesberg dans le Transvaal. Dans le même temps, dans le Natal, Andries Pretorius écrasa l'armée zouloue lors de la bataille de Blood River le 16 décembre 1838, une date fondatrice dans l'imaginaire boer et qui fut célébrée sous le nom de jour du vœu.

### Burgher

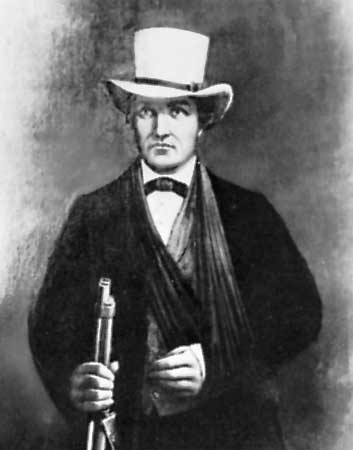
Andries Pretorius eut une grande influence politique sur le jeune Kruger

Les traditions boers de l'époque voulaient qu'au moment de l'accession au statut de citoyen doté du droit de vote, appelé burgher, à l'âge de 16 ans, chaque homme choisisse deux fermes de 6 000 acres (24 km2), une pour l'agriculture et l'autre pour l'élevage ; Kruger décida de s'installer à Waterkloof près de Rustenburg dans les monts Magaliesberg. Cela fait, il demanda immédiatement la main de Maria du Plessis, la fille d'un Voortrekker qui n'avait que quatorze ans. Ils se marièrent à Potchefstroom en 1842. La même année, il fut élu veldkornet un rôle associant les missions civiles d'un magistrat et d'un administrateur avec un grade militaire équivalent à celui de lieutenant. Meintjes note qu'il s'agissait d'un « honneur remarquable à 17 ans, ».
Comme tous les pionniers, Kruger était un cavalier émérite et un soldat accompli dans le domaine de la guerre de guérilla. En plus de son néerlandais natal, il avait des bases en anglais et dans plusieurs dialectes africains. Il avait abattu un lion pour la première fois durant son enfance. Par la suite, il indiqua qu'il avait quatorze ans mais Meintjes suggère qu'il aurait pu n'en avoir qu'onze. Il faillit être tué à plusieurs reprises durant ses parties de chasse et en 1845, alors qu'il chassait le rhinocéros le long de la rivière Steelpoort, son fusil à éléphant d'un calibre de 25 millimètres explosa dans ses mains et lui arracha une grande partie du pouce gauche. Après avoir enroulé sa main avec un foulard, Kruger retourna au camp où il fut soigné avec de la térébenthine. Le médecin suggéra l'amputation de la main mais il refusa et coupa ce qui restait de son pouce avec un canif. Quand la gangrène sembla se propager au bras, il plaça sa main dans l'estomac d'une chèvre récemment tuée selon un remède traditionnel boer. Il indiqua par la suite que « quand vint le tour de la seconde chèvre, ma main allait déjà beaucoup mieux et le danger plus faible ». La blessure mit plus de six mois à guérir mais il n'attendit pas aussi longtemps pour recommencer à chasser.

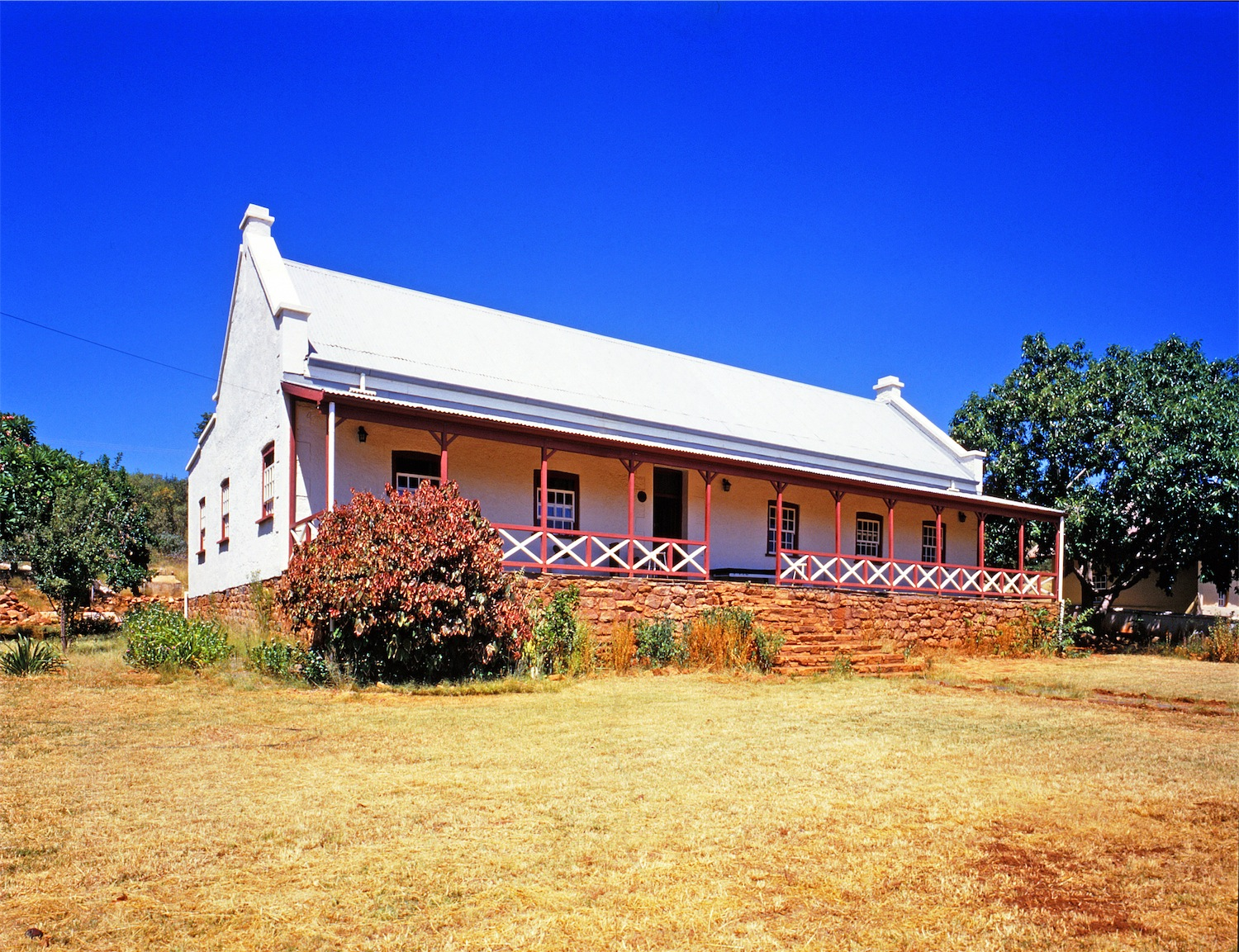
Boekenhoutfontein, la ferme de Kruger près de Rustenburg

En 1843, le Royaume-Uni annexa l'éphémère république boer de Natalia qui devint la colonie du Natal. Pretorius tenta de s'y opposer mais la plupart des Boers de la région rejoignirent rapidement les terres entre les rivières Orange et Vaal. En 1845, Kruger participa à l'expédition de Potgieter qui se rendit dans la baie de Delagoa dans la colonie portugaise du Mozambique pour négocier le tracé d'une frontière. Le choix se porta finalement sur les monts Lebombo. Après la mort de Maria et de leur premier fils, probablement du paludisme, en janvier 1846,,, Kruger se remaria l'année suivante avec sa cousine Gezina du Plessis. Leur premier enfant, Casper Jan Hendrik, naquit le 22 décembre,.
Inquiet de l'émigration massive des habitants blancs du Cap et du Natal vers les territoires boers et considérant qu'ils restaient des sujets britanniques, le gouverneur de la colonie du Cap Harry Smith annexa en 1848 la région entre les rivières Orange et Vaal qui devint la Souveraineté de la rivière Orange. Refusant cette annexion, Pretorius mena une troupe d'une centaine d'hommes contre les Britanniques mais il fut battu à la bataille de Boomplaats le 28 août. Kruger admirait la détermination, la piété et la sophistication de Pretorius et il lui rendit de fréquentes visites dans son exploitation qui se trouvait également dans les monts Magaliesberg. Meintjes note que « la conscience politique de Kruger peut être daté de 1850 et elle lui fut dans une large mesure donnée par Pretorius ». Comme Pretorius, Kruger voulait regrouper les émigrants sous une seule autorité et obtenir que les Britanniques la reconnaissent comme un État indépendant. Ce dernier point n'était pas lié à de l'hostilité envers le Royaume-Uni — Ni Pretorius ni Kruger n'étaient particulièrement anti-britanniques — mais à la perception que l'unité des colons était menacée si l'administration du Cap continuait à les considérer comme des sujets britanniques.
Le résident britannique dans la Souveraineté, Henry Douglas Warden, conseilla en 1851 à Smith de chercher un compromis avec Pretorius. Ce dernier envoya donc des représentants pour le rencontrer le long de la Sand River (en). Kruger, alors âgé de 26 ans accompagna Pretorius et assista à la signature du traité de Sand River le 17 janvier 1852,. Par ce texte, le Royaume-Uni reconnaissait l'indépendance de la Zuid-Afrikaansche Republiek (« République sud-africaine »). Par ailleurs, en échange de la promesse des Boers de ne pas pratiquer l'esclavage dans le Transvaal, les Britanniques s'engageaient à ne pas s'allier avec des « nations de couleur » dans la région. L'oncle de Kruger, Gert, était également présent à la signature et son père Casper l'aurait certainement été s'il n'avait pas été malade.

### Veldkornet

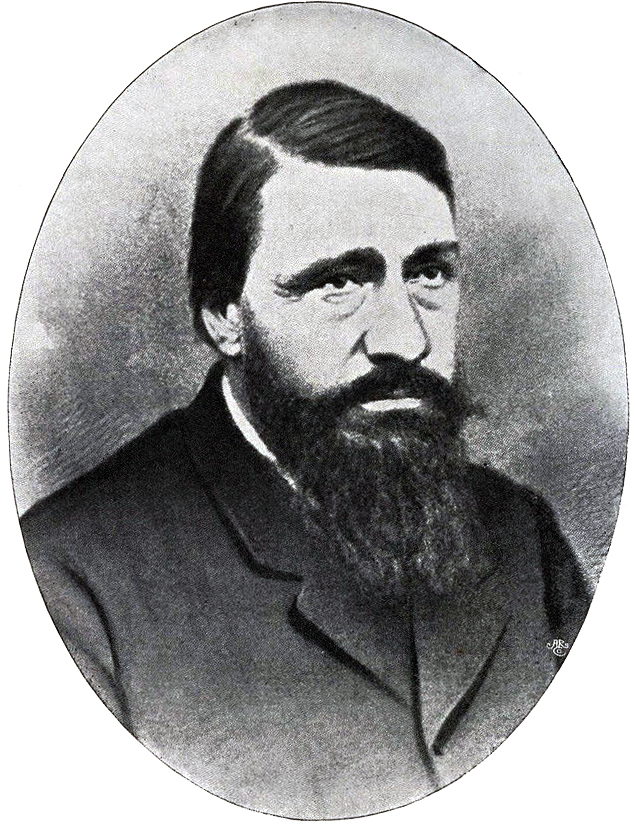
Kruger vers 1852

Les Boers et les royaumes locaux des Tswanas et des Basotho s'affrontèrent en permanence pour le contrôle des terres. Après avoir été élu veldkornet de son district en 1852,, Kruger participa en août à la bataille de Dimawe contre les Tswanas du roi Sechele I (en). La troupe boer était officiellement dirigée par Pretorius mais il souffrait d'un œdème et ne participa pas vraiment aux combats. Lors de l'affrontement, Kruger fut rendu inconscient par un éclat et par la suite, une balle adverse frôla sa poitrine en éraflant sa veste mais sans le blesser. Peu après, la troupe boer attaqua la mission britannique de David Livingstone à Kolobeng et détruisit ses médicaments et ses livres. Livingstone n'était pas présent et il condamna plus tard cette agression menée, selon lui, par des barbares incultes,. De son côté, Kruger avança qu'ils avaient découvert une armurerie et un atelier de réparation d'armes dans la maison de Livingstone, ce qu'ils interprétèrent comme une violation de la promesse britannique de ne pas armer les chefs tribaux.
Une accusation portée par Livingstone et d'autres contre les Boers était que lorsqu'ils attaquaient les villages africains, ils enlevaient les femmes et les enfants pour les réduire en esclavage. Les Boers répondaient qu'ils n'étaient pas des esclaves mais des inboekelings ou « apprentis » engagés qui, ayant perdu leurs familles, étaient logés et travaillaient dans une ferme boer jusqu'à arriver à l'âge adulte,,. Les historiens actuels considèrent qu'il s'agissait d'une tromperie destinée à obtenir une main d'œuvre gratuite sans pratiquer ouvertement l'esclavage,,. Gezina Kruger avait une domestique inboekeling pour laquelle elle organisa un mariage et lui paya une dot.
Ayant été promu au grade de lieutenant (entre veldkornet et commandant), Kruger mena une troupe contre le chef Montshiwa en décembre pour une question de vol de bétail. Sept mois plus tard, le 23 juillet 1853, Pretorius mourut à l'âge de 54 ans. Peu avant de mourir, il demanda que Kruger le rejoigne mais le jeune homme arriva trop tard. Meintjes note que Pretorius « fut peut-être le premier à voir que derrière l'extérieur rugueux [de Kruger] se trouvait une personne singulière avec une intelligence d'autant plus remarquable qu'elle s'était presque entièrement construite d'elle-même ».

## Commandant

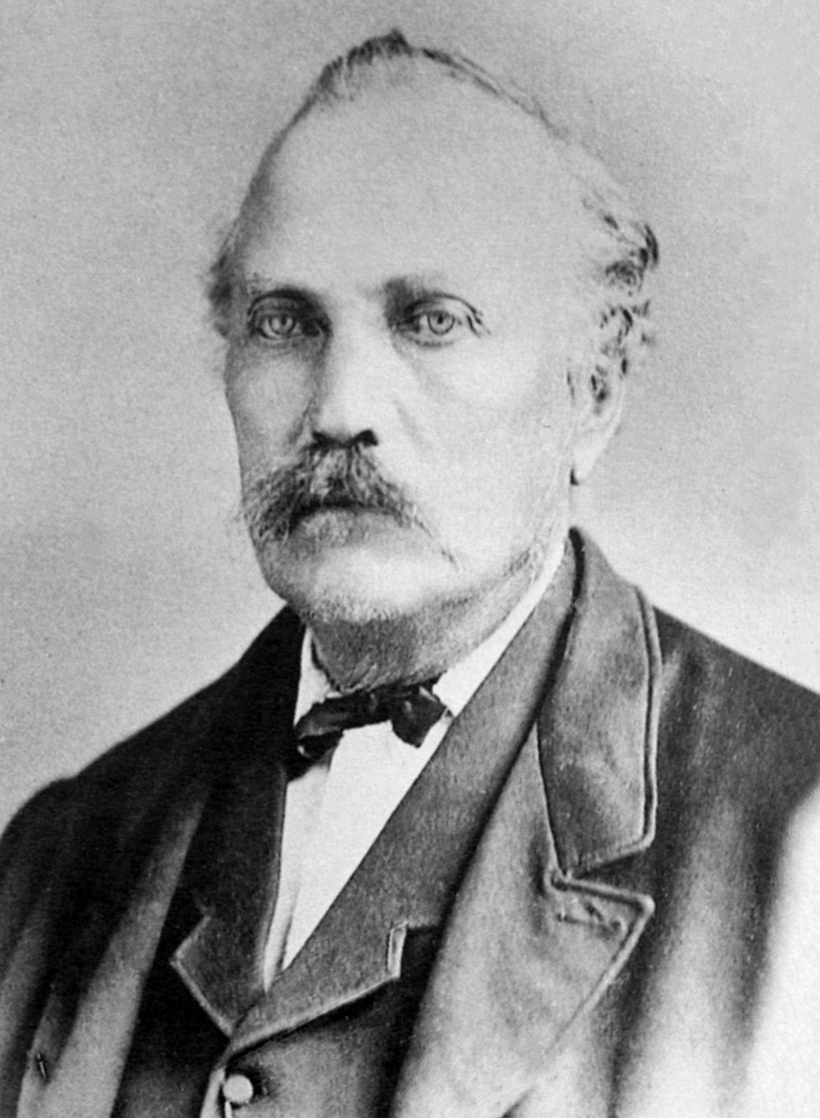
Marthinus W. Pretorius devint le premier président du Transvaal en 1857

Pretorius ne désigna pas de successeur pour la fonction de commandant-général ou chef des armées et ce fut son fils ainé Marthinus Wessel Pretorius qui lui succéda. Ce dernier revendiquait le contrôle non seulement du Transvaal mais également de la région de la rivière Orange en avançant que les Britanniques l'avaient promis à son père. Cette idée n'était cependant soutenue par personne, même parmi ses partisans comme Kruger qu'il avait promu commandant. La première campagne de Kruger en tant que commandant fut contre les chefs Mapela et Makapan dans le Waterberg à la fin de l'année 1854. Ces derniers se replièrent et furent encerclés dans les grottes de Makapansgat où des milliers de défenseurs moururent de faim. Quand le commandant-général du Zoutbansberg, Piet Potgieter, fut abattu, Kruger s'exposa à un feu nourri pour récupérer le corps et faillit être tué.
Après le remplacement de Smith par George Cathcart au poste de gouverneur de la colonie du Cap, la politique britannique envers la souveraineté de la rivière Orange évolua et il fut décidé d'accorder l'indépendance à une seconde république boer puisque le Royaume-Uni n'avait aucune troupe pour maintenir son autorité dans la région. Cette décision fut prise alors que de nombreux boers et anglophones voulaient un maintien de la domination britannique. Le 23 février 1854, le représentant britannique George Russell Clerk signa le traité de la rivière Orange reconnaissant l'indépendance de l'Oranje-Vrijstaat (« État libre d'Orange ») avec Bloemfontein pour capitale. À la même époque, la capitale du Transvaal fut implantée à Pretoria, nommée en l'honneur de Pretorius père.

### Médiateur
Le retrait britannique poussa M.W. Pretorius à envisager une fusion ou une fédération avec l'État libre mais il devait au préalable établir son autorité sur le Transvaal. La République était alors divisée entre les partisans de Pretorius dans le Sud-Ouest et le Centre du Transvaal qui étaient favorables à une centralisation du pouvoir et les factions régionalistes dans les régions du Zoutpansberg, de Lydenburg et d'Utrecht. En 1855, il chargea un comité de huit membres, dont Kruger, de rédiger une constitution mais Lydenburg et le Zoutpansberg rejetèrent le texte présenté en septembre qu'ils estimèrent trop centraliste. Pretorius renouvela ses tentatives l'année suivante en organisant des réunions à Rustenburg, Potchefstroom et Pretoria mais Stephanus Schoeman (en) le commandant-général du Zoutpansberg rejeta ces négociations. Celles-ci débouchèrent néanmoins sur une constitution prévoyant la création d'un parlement ou Volksraad et d'un conseil exécutif dirigé par un président. Pretorius prêta le serment de cette fonction le 6 janvier 1857. Il proposa à Stephanus Schoeman le poste de commandant-général de la République dans l'espoir d'apaiser les tensions mais ce dernier refusa catégoriquement de servir sous Pretotius ou sous la nouvelle constitution. En plus du risque de guerre civile, la position de Pretorius fut compliquée par une détérioration des relations avec l'État libre quand sa volonté de l'intégrer fut rendue publique. Kruger avait peu confiance en M.W. Pretorius qu'il ne considérait pas comme l'égal de son père mais il resta néanmoins parfaitement loyal envers lui.
Lorsque le gouvernement de l'État libre rejeta l'ultimatum de Pretorius lui demandant de cesser ce qu'il considérait être une marginalisation de ses soutiens au sud du Vaal, le président convoqua les burghers et se rendit à la frontière, ce qui poussa le président Jacobus Nicolaas Boshoff de l'État libre à faire de même. Kruger fut consterné par ces événements et après avoir rejoint ses troupes, il déclara qu'ils ne devraient pas combattre d'autres Boers. Il apprit cependant que Boshoff avait demandé à Schoeman de se révolter contre Pretorius et réalisa qu'il fallait trouver un compromis pour éviter un bain de sang. Avec l'accord de Pretorius, il rencontra Boshoff avec un drapeau blanc et les deux hommes acceptèrent la création d'une commission chargée de parvenir à une solution. Le 2 juin 1857, un accord fut signé par lequel chacune des républiques reconnaissait l'indépendance de l'autre.
Au cours des années qui suivirent, Kruger aida à la négociation d'un traité de paix entre l'État libre et le roi Moshoeshoe Ier des Basotho et il persuada Schoeman d'accepter des discussions sur une révision constitutionnelle. Les changements s'avérant satisfaisants, le Zoutpansberg accepta l'autorité du gouvernement central et Schoeman devint le commandant-général de la République. Le 2 juin 1858, ce dernier nomma Kruger comme son adjoint. Le biographe de Kruger, T. R. H. note que « finalement, il avait montré sa loyauté à l'autorité lors des affrontements politiques, une dévotion à sa mission d'officier et une réelle aptitude pour les jeux de pouvoir ».

### Religion

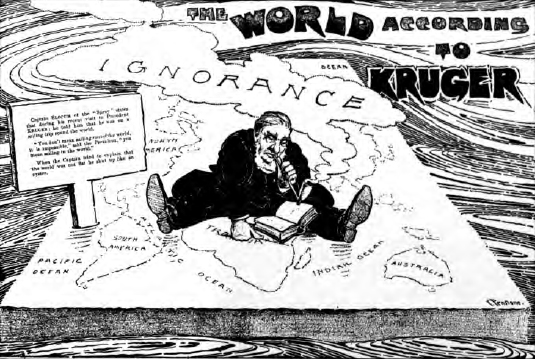
Le monde selon Kruger - caricature d'un journal du Cap pointant sa conviction, inspirée par la Bible, que la Terre était plate

Kruger considérait que la Providence guidait sa vie et il faisait constamment référence à la Bible dont il connaissait de larges portions par cœur. Il avait une compréhension littérale de la Bible et en déduisit que la Terre était plate, une croyance qu'il conserva jusqu'à la fin de sa vie,. Avant de manger, il récitait deux fois les grâces et le faisait en néerlandais plutôt que dans le dialecte sud-africain qui devint l'afrikaans. Épuisé tant physiquement que mentalement par les épreuves des années précédentes, il affronta une crise spirituelle à son retour à Waterkloof à la fin de l'année 1858. Il chercha à établir une relation personnelle avec Dieu et s'aventura seul et sans ravitaillement dans le Magaliesberg. Dans sa biographie, Davenport nota qu'il était « presque mort de faim et de soif » quand il fut retrouvé au bout de quelques jours. Bien qu'ayant failli le tuer, cette expérience le revigora et renforça sa foi qui resta inébranlable jusqu'à la fin de sa vie et était, selon Meintjes, perçue par certains de ses contemporains comme infantile.
Kruger appartenait à la communauté des « Doppers », un groupe d'environ 6 000 membres qui suivait une interprétation extrêmement stricte de la doctrine calviniste traditionnelle. Leur théologie était presque entièrement basée sur l'Ancien Testament et entre autres choses, ils évitaient les hymnes et les orgues. Quand le synode de 1859 de la Nederduits Hervormde Kerk van Afrika (NHK), la principale congrégation du Transvaal décida d'imposer le chant des hymnes, Kruger mena un groupe de Doppers qui dénoncèrent la NHK comme « hallucinée » et « fausse » et quittèrent son église de Rustenburg,. Ils fondèrent alors la Gereformeerde Kerke van Zuid-Afrika par la suite surnommée l'« Église dopper ». Ce départ eut des conséquences politiques car selon la constitution de 1858, seuls les membres de la NHK pouvaient accéder à des fonctions officielles.

### Commandant-général

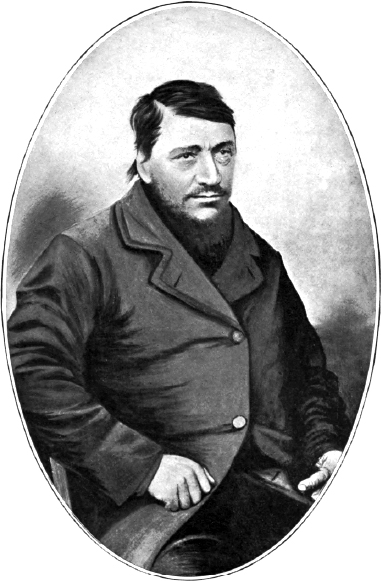
Kruger vers 1865 ; l'absence de son pouce gauche est clairement visible.

À la fin de l'année 1859, Pretorius fut invité à se présenter comme président de l'État libre où de nombreux burghers étaient à présent favorables à une union des deux républiques en partie pour prendre l'ascendant sur les Basotho. La constitution du Transvaal interdisait au président de posséder des mandats d'autres pays mais Pretorius accepta l'invitation et remporta l'élection. Le volksraad tenta de contourner les problèmes constitutionnels en lui accordant un congé de six mois, le temps de trouver une solution. Johannes Hermanus Grobler fut désigné comme président par intérim et Pretorius devint président de l'État libre le 8 février 1860 ; il envoya dès le lendemain une délégation à Pretoria pour négocier une union.
Kruger faisait partie de ceux qui désapprouvaient la double présidence de Pretorius et craignaient que le Royaume-Uni ne revienne sur les traités de Sand River et de la rivière Orange si les deux républiques fusionnaient. Le 10 septembre 1860, le volksraad du Transvaal demanda à Pretorius de choisir entre ses deux fonctions et à la surprise générale, il renonça à son mandat de président du Transvaal. Schoeman tenta sans succès de prendre la place de Grobler comme président par intérim et le volksraad décida de le déchoir de sa fonction de commandant-général. Willem Cornelis Janse van Rensburg fut désigné président par intérim et de nouvelles élections furent prévues pour octobre 1862. Rentré chez lui, Kruger fut surpris de recevoir un message demandant urgemment sa présence dans la capitale car le volksraad l'avait recommandé comme un potentiel candidat. Il répondit qu'il était ravi de cette décision mais indiqua qu'en tant que Dopper, il ne pouvait pas entrer en politique. Van Rensburg fit rapidement adopter une législation accordant les mêmes droits politiques aux membres de toutes les congrégations calvinistes.

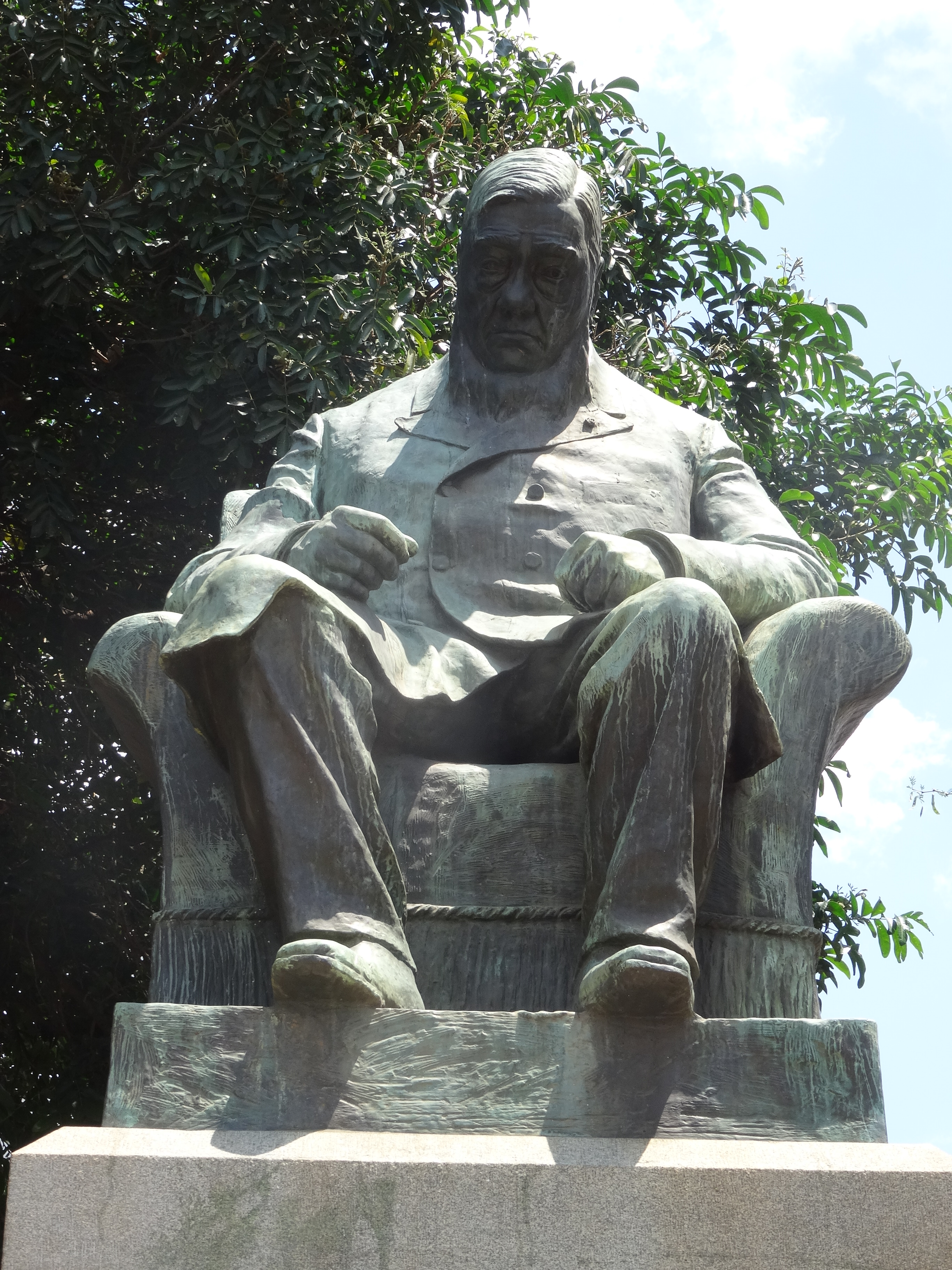
Statue de Paul Kruger à Rustenburg, réalisée par le sculpteur français Jean Archard (1871-1934)

Schoeman rassembla une troupe à Potchefstroom mais elle fut dispersée par Kruger dans la nuit du 9 octobre 1862. Quand il revint avec une force plus importante, Kruger et Pretorius organisèrent des négociations et il fut décidé d'organiser de nouvelles élections pour désigner le président et le commandant-général. En mai, le scrutin porta Van Rensburg à la présidence et Kruger à la fonction de commandant-général. Les deux hommes furent cependant déçus par la faible participation et ils décidèrent d'organiser un nouveau suffrage. Cette fois ci, Van Rensburg affronta Pretorius qui avait démissionné de son poste de président de l'État libre. La participation fut plus importante et le 12 octobre, le volksraad annonça la victoire de Van Rensburg. Kruger fut reconduit en tant que commandant-général à une large majorité. La guerre civile s'acheva par la victoire de Kruger sur les partisans de Pretorius et de Schoeman sur la Crocodile River le 5 janvier 1864. Des élections furent à nouveau organisées et elles virent la victoire de Pretorius face à Van Rensburg. Kruger fut réélu commandant-général avec plus des deux-tiers des voix.
La guerre civile avait profondément affecté l'économie du Transvaal et limitait la capacité du gouvernement à affirmer son autorité sur les tribus locales bien que Lydenburg et l'Utrecht aient accepté l'autorité de l'administration centrale. En 1865, les relations avec les Zoulous dans l'Est étaient détestables et la guerre avait à nouveau éclaté entre l'État libre et les Basotho. Pretorius et Kruger menèrent une force d'un millier d'hommes pour aider l'État libre mais quand les Basotho furent vaincus, le président Johannes Henricus Brand de l'État libre refusa de céder une partie des territoires conquis aux burghers du Transvaal. Ces derniers furent ulcérés et ils désertèrent en masse malgré les tentatives de Kruger pour maintenir la discipline. En février 1866, Kruger tomba de son chariot alors qu'il rentrait chez lui après une réunion du conseil exécutif et il se cassa la jambe gauche. Il parvint à remonter sur son chariot et à terminer son voyage mais la blessure l'affecta pendant plus de neuf mois et sa jambe gauche resta légèrement plus courte que la droite
En 1867, Pretoria demanda à Kruger de rétablir l'ordre dans le Zoutpansberg. Il disposait d'environ 500 hommes mais la discipline était faible et la troupe manquait de munitions. Arrivant dans la ville de Schoemansdal menacée par le chef Katlakter des Venda, Kruger et ses officiers estimèrent que sa défense était impossible et ils ordonnèrent son évacuation. La ville fut peu après rasée par les Venda. La perte de l'implantation prospère de Schoemansdal fut ressentie comme une humiliation par de nombreux burghers. Le gouvernement du Transvaal exonéra Kruger de toute accusation en considérant qu'il n'avait pas eu d'autre choix que d'évacuer Schoemansdal mais d'aucuns considérèrent qu'il avait abandonné la ville trop facilement. Le calme revint dans le Zoutpansberg en 1869 à la suite de l'intervention des Swazi alliés de la République.
En désaccord avec le volkraad, Pretorius démissionna en novembre 1871 et des élections furent tenues l'année suivante. Le candidat favori de Kruger, William Robinson, fut largement battu par Thomas François Burgers, un pasteur originaire du Cap réputé pour son éloquence mais critiqué pour sa lecture libérale de la Bible qui le poussait notamment à ne pas croire à l'existence du diable,. Kruger reconnut publiquement la victoire de Burgers et il déclara qu'« en bon républicain », il se soumettait au choix de la majorité. Cela ne l'empêcha pas d'avoir peu confiance envers le président et il fut notamment irrité par les nouvelles législations scolaires qui interdisaient l'enseignement religieux à l'école. Il estima qu'il s'agissait d'un affront envers Dieu. Ce mécontentement associé au fait que Gezina et leurs enfants avaient contracté le paludisme, entraîna une perte d'intérêt de Kruger pour sa fonction. En mai 1873, il demanda à être relevé de son poste, ce qui fut immédiatement accepté par Burgers ; la fonction de commandant-général fut supprimée la semaine suivante. Kruger déménagea dans sa ferme de Boekenhoutfontein près de Rustenburg et il se retira un temps de la vie publique.

## Expansion britannique

### Présidence de Burgers
Durant son mandat, T.F Burgers s'efforça de moderniser la République dans l'espoir que cela débouche sur une Afrique du Sud unie et indépendante. Estimant que la fonction publique locale était inefficace, il fit appel à de nombreux fonctionnaires des Pays-Bas. Son accession à la présidence se produisit peu après la réalisation que le sous-sol du Transvaal (en) était extrêmement riche. Des diamants avaient été découverts dans le territoire griqua juste au nord de la rivière Orange à la lisière occidentale de l'État libre, ce qui attira les convoitises du Royaume-Uni et d'autres pays. Sous peu, des milliers de colons généralement britanniques et surnommés uitlanders (« étrangers ») dans la langue des Boers affluèrent dans la région. Le Royaume-Uni commença à préparer une fédération des républiques boers avec les colonies du Cap et du Natal et en 1873, il annexa les alentours de la gigantesque mine de diamant de Kimberley malgré l'opposition des Boers,,.

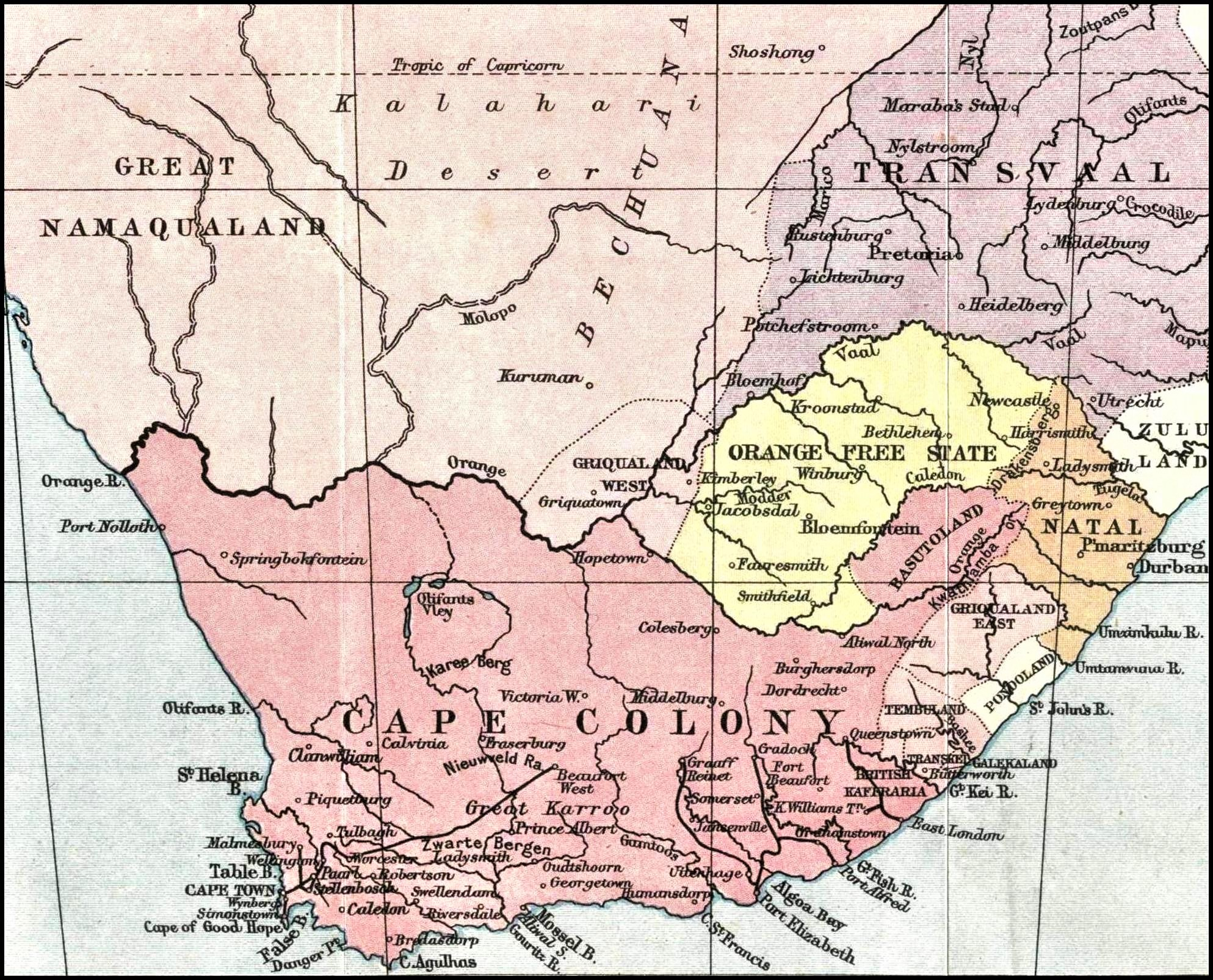
Carte de l'Afrique du Sud en 1878 avec le Transvaal ou République sud-africaine (violet), l'État libre d'Orange (jaune), la colonie du Cap (rouge), colonie du Natal (orange) et les territoires voisins

Certains Doppers choisirent d'entreprendre un nouveau trek vers le nord-ouest à travers le désert du Kalahari vers l'Angola portugais plutôt que de vivre sous T.F. Burgers. Les émigrants demandèrent à Kruger de mener ce trek du Dorsland mais il déclina l'offre. En septembre 1874, le président Burgers proposa la construction d'une voie ferrée jusqu'à la baie de Delagoa et déclara qu'il se rendrait en Europe pour lever les fonds nécessaires. Au moment de son départ en février 1875, l'opposition était parvenue à obtenir un retour de l'enseignement religieux à l'école et Kruger avait réintégré le conseil exécutif.
En 1876, les tensions avec les Bapedi du roi Sekhukhune dégénérèrent en guerre ouverte. Burgers avait cependant demandé au président par intérim Piet Joubert de ne pas mener d'hostilités en son absence et le gouvernement du Transvaal fit donc peu pour lutter contre les raids bapedi. À son retour, Burgers décida d'envoyer une troupe contre Sekhukhune et il demanda à Kruger de la commander. Il refusa malgré les demandes répétées en considérant que Dieu vouerait à la défaite toute expédition organisée par Burgers, en particulier si ce dernier y participait. Burgers, qui n'avait aucune expérience militaire, mena lui-même la troupe boer mais il subit plusieurs revers et il fit appel à un groupe de « volontaires » menés par l'Allemand Conrad von Schlickmann. Le paiement de ces mercenaires fut assuré par une taxe spéciale et si la guerre prit fin, Burgers était devenu très impopulaire.
L'élection de 1877 approchant, Kruger fut considéré comme un candidat à la présidence mais il décida de rester aux côtés du président après que T.F. Burgers l'ait assuré en privé qu'il ferait tout son possible pour défendre l'indépendance de la République sud-africaine. Les villes du Transvaal devenaient en effet de plus en plus britanniques en raison de l'immigration et du commerce avec les colonies voisines. L'idée d'une annexion de la région était de plus en plus populaire à la fois en Afrique du Sud et en Grande-Bretagne. À la fin de l'année 1876, le secrétaire d'État aux colonies Lord Carnarvon accorda à l'administrateur du Natal, Theophilus Shepstone, l'autorité pour négocier avec le gouvernement de la République sud-africaine et, si cela était possible, d'organiser son annexion.

### Annexion du Transvaal
Shepstone arriva à Pretoria en janvier 1877. Il présenta les critiques du gouvernement du Transvaal évoquées par Lord Carnarvon et exposa ses propositions de fédération. Une commission d'enquête conjointe fut créée au sujet des accusations britanniques et elle en réfuta la plupart dont l'affirmation selon laquelle Pretoria tolérait l'esclavage. Après la publication du rapport, Shepstone resta dans la capitale et déclara ouvertement à Burgers qu'il était venu dans le Transvaal pour l'annexer. Espérant empêcher cette issue en réformant l'administration, Burgers soumit de nombreuses lois à un volksraad perplexe qui commença par s'y opposer avant de les approuver. Cela ne fit qu'accroître le sentiment général de confusion. L'une des législations élevait notamment Kruger à la nouvelle fonction de vice-président.
Kruger fit une impression détestable sur les émissaires britanniques qui le considéraient comme un paysan incroyablement vulgaire, intolérant et arriéré que le visage austère et fatigué rendait extrêmement laid. Certaines de ses habitudes comme ses fréquents crachats ne firent rien pour améliorer leur évaluation. Le conseiller juridique de Shepstone, William Morcom, fut l'un des premiers représentants britanniques à écrire sur Kruger : le qualifiant de « parfaitement horrible », il rappela un dîner durant lequel Kruger mangea avec une pipe sale dépassant de sa poche et des cheveux si gras qu'il passa une partie du repas à les démêler. Selon l'historien Martin Meredith, l'apparence repoussante de Kruger fut mentionnée dans les rapports britanniques « si souvent qu'elle devint un synonyme de sa personnalité et, par conséquent, de sa politique ». Une des conséquences de ces estimations fut que les Britanniques ne le considérèrent pas comme une véritable menace pour leurs ambitions.

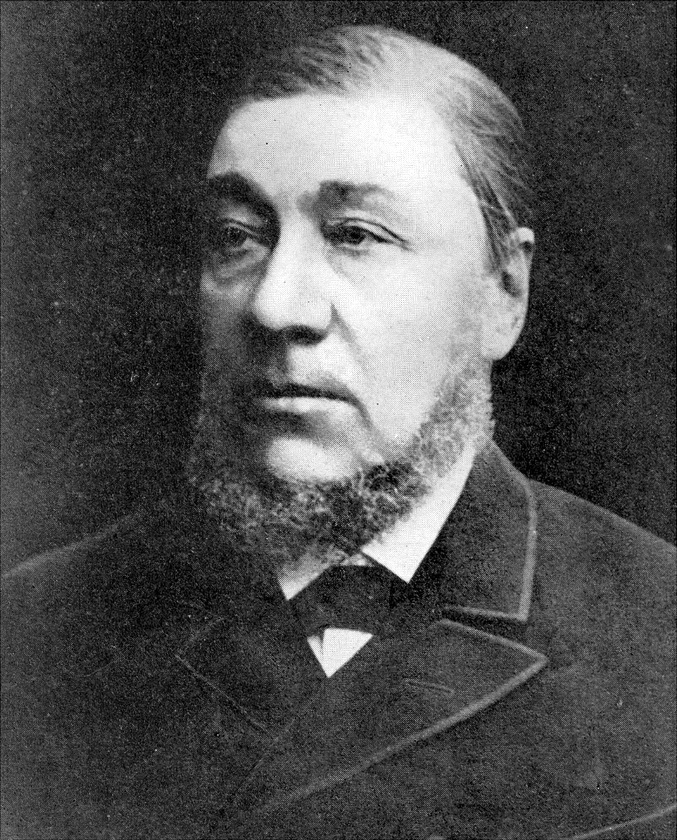
Kruger vers 1880

Le 12 avril 1877 Shepstone annonça à Pretoria l'annexion officielle du Transvaal dont il devint administrateur. T.F. Burgers démissionna et retourna au Cap où il mourut dans la pauvreté en 1881. Sa dernière décision en tant que président fut d'annoncer l'envoi d'une délégation à Londres pour présenter une protestation officielle contre l'annexion. Il exhorta les burghers à ne pas s'opposer aux Britanniques tant que ces diplomates n'étaient pas revenus. Se sachant peu à l'aise en anglais, Kruger demanda à l'avocat-général Eduard J. P. Jorissen, l'un des fonctionnaires néerlandais invités par Burgers, de l'accompagner. Un second Néerlandais, Willem Eduard Bok (en), participa également à la délégation comme secrétaire. Ils quittèrent la capitale en mai 1877 et se rendirent à Bloemfontein pour échanger avec le gouvernement de l'État libre puis à Kimberley et Worcester où Kruger prit le train pour la première fois de sa vie à l'âge de 51 ans. Au Cap, où ses ancêtres allemands avaient débarqués 164 ans plus tôt, il vit également la mer pour la première fois.
Durant la traversée vers la Grande-Bretagne, Kruger fit la connaissance d'un étudiant en droit de l'État libre âgé de 19 ans, Martinus Theunis Steyn. Jorissen et Bok furent fascinés par Kruger qui leur semblait plus adapté au XVIIe siècle qu'au XIXe siècle. Une nuit, quand il entendit deux Néerlandais discuter des corps célestes et de la structure de l'univers, il indiqua que s'ils disaient vrai et que la Terre n'était pas plate alors il n'avait plus qu'à jeter sa Bible par-dessus bord. Au Colonial Office de Whitehall, Carnarvon et les collègues de Kruger furent impressionnés par ses talents oratoires quand il déclara que l'annexion violait la convention de la Sand River et la volonté du peuple du Transvaal. Ses déclarations étaient cependant contredites par les rapports de Shepstone et d'autres représentants britanniques et par la lettre largement reproduite d'un vicaire de Potchefstroom indiquant que Kruger ne représentait qu'« une poignée d'irréconciliables ». Carnarvon rejeta donc la proposition de Kruger d'organiser sur place un plébiscite et conclut que la domination britannique se poursuivrait.
Kruger ne rencontra pas personnellement la reine Victoria. Une telle audience a cependant été présentée comme ayant réellement eu lieu, décrite dans de nombreuses anecdotes et mise en scène dans des films. Entre août et octobre, Kruger se rendit aux Pays-Bas et en Allemagne sans réellement attirer l'attention du public même s'il fit une forte impression sur les congrégations réformées qu'il visita. Après un bref retour en Angleterre, il reprit la mer pour l'Afrique du Sud et il arriva à Boekenhoutfontein peu avant Noël 1877 dans un Transvaal en pleine effervescence. L'historien John Laband note que « paradoxalement, l'occupation britannique sembla provoquer l'émergence d'un sentiment national dans le Transvaal que des années d'indépendance n'étaient pas parvenues à engendrer ». Quand Kruger arriva à Pretoria en janvier 1878, il fut accueilli par une procession qui l'emmena à un grand rassemblement à Church Square, la place centrale de la capitale. Tentant de soulever l'enthousiasme de la foule, Kruger déclara qu'étant donné que Carnavon lui avait assuré que l'annexion ne serait pas annulée, il ne voyait pas ce qu'ils pouvaient faire de plus. La manœuvre fonctionna et les burghers commencèrent à crier qu'ils préféreraient mourir les armes à la main plutôt que se soumettre aux Britanniques.
Selon Meintjes, Kruger n'était pas encore particulièrement anti-britannique. Il estimait que ces derniers avaient fait une erreur et que des négociations permettraient de résoudre le problème. Après avoir organisé un sondage dans l'ancienne administration républicaine au cours duquel 587 personnes se prononcèrent en faveur de l'annexion et 6 591 contre, il organisa une nouvelle délégation composée de lui-même, de Joubert et de Bok. Les émissaires rencontrèrent au Cap, le haut-commissaire pour l'Afrique du Sud, Henry Bartle Frere, et arrivèrent à Londres le 29 juin 1878. Ils y trouvèrent une lettre critique de Shepstone et un télégramme les informant que comme Kruger contestait le gouvernement, il avait été renvoyé du comité exécutif.
Michael Hicks Beach, qui avait succédé à Carnarvon comme secrétaire colonial, reçut froidement la délégation. Ayant écouté le long discours d'ouverture de Bok, Hicks grommela : « Avez-vous déjà entendu un cas où le lion britannique a abandonné quelque chose sur lequel il avait posé sa patte ». À cette question, Kruger répondit : « Oui, l'État libre d'Orange ». La délégation resta quelques semaines à Londres et elle échangea par correspondance avec Hicks Beach qui finit par réaffirmer qu'il ne reviendrait pas sur la décision d'annexion prise par son prédécesseur. Les Boers tentèrent de rallier des soutiens à leur cause mais la guerre russo-turque et la Question d'Orient dominaient la scène politique et peu semblèrent intéressés par les événements en Afrique du Sud. Un sympathisant anglais donna à Kruger une bague en or portant l'inscription : « Gardez courage, votre cause est juste et finira par triompher ». Kruger fut touché par ce geste et il la porta jusqu'à la fin de sa vie.
Comme l'année précédente, les délégués traversèrent la Manche et visitèrent les Pays-Bas, la France et l'Allemagne. À Paris, Kruger se rendit à l'Exposition universelle et il monta avec enthousiasme dans une montgolfière pour admirer la ville depuis le ciel. Dans ses mémoires, il nota : « Haut dans les airs, je demandai pour plaisanter à l'aérostier, comme nous étions déjà allés si loin, de me ramener chez moi ». Le pilote demanda qui était Kruger et durant la descente, lui donna une médaille « pour [se] rappeler [son] voyage dans les airs ». Dans le même temps, la délégation rédigea une longue réponse à Hicks Beach qui fut publiée sous la forme d'une lettre ouverte dans la presse britannique peu avant son départ le 24 octobre 1878. Le document indiquait qu'à moins d'une annulation de l'annexion, les Boers du Transvaal ne coopéreraient pas à la création d'une fédération.

### Tensions indépendantistes
Kruger et Joubert revinrent en Afrique du Sud au moment où les Britanniques et les Zoulous étaient au bord de la guerre. Shepstone avait en effet soutenu les Zoulous dans une dispute frontalière avec la République sud africaine mais après l'annexion du Transvaal, il avait changé de position et défendait à présent les revendications boers. Rencontrant Bartle Frere et le commandant britannique Lord Chelmsford à Pietermaritzburg le 28 novembre 1878, Kruger offrit volontiers de donner des conseils tactiques aux Britanniques— il recommanda l'emploi des tactiques boers comme la mise en place de laagers à chaque arrêt et l'envoi d'éclaireurs en avant du groupe principal — mais refusa d'accompagner les colonnes britanniques comme le lui demandait Bartle Frere en déclarant qu'il n'accepterait que s'il obtenait des garanties sur la question du Transvaal. Chelmsford considérait que la campagne serait une « promenade » et ignora les conseils de Kruger. Peu après son entrée dans le Zoulouland en janvier 1879, sa colonne principale fut attaquée par surprise et presque anéantie par les troupes du roi Cetshwayo à la bataille d'Isandhlwana

Le vierkleur du Transvaal

Le revers d'Isandhlwana fut néanmoins suivi par une série de succès britanniques qui culminèrent le 4 juillet 1879 avec la prise de la capitale zouloue d'Ulundi. À la même période, les Britanniques nommèrent un nouveau gouverneur et haut-commissaire pour le Transvaal et le Natal, Garnet Wolseley, qui présenta une nouvelle constitution accordant aux Boers une relative autonomie. Wolseley entreprit d'affaiblir la puissance zouloue en divisant le royaume en treize entités et il écrasa Sekhukhune et les Bapedi à la fin de l'année 1879. Il ne parvint cependant pas à rallier les Boers à son projet de fédération et ses succès contre les Zoulous et les Bapedi furent contre-productifs car ces deux menaces pour leur sécurité retirées, les habitants du Transvaal purent se concentrer sur l'opposition aux Britanniques. Ainsi, la plupart des Boers refusèrent de coopérer avec Wolseley et Kruger déclina un poste dans le nouveau conseil exécutif,.
Le 15 décembre 1879, 6 000 burghers dont beaucoup arboraient le drapeau vierkleur (« quatre couleurs ») de la République se rassemblèrent à Wonderfontein et votèrent pour la recréation d'une république indépendante. M.W. Pretorius et Bok furent arrêtés pour haute trahison lorsqu'ils rapportèrent le résultat du vote à Wolseley et Owen Lanyon qui avait remplacé Shepstone comme administrateur du Transvaal. En réaction, de nombreux burghers voulurent organiser un soulèvement mais ils en furent dissuadés par Kruger qui estimait que cela était prématuré. Les deux hommes furent rapidement libérés après l'intervention du libéral William Ewart Gladstone, qui avait rencontré la première délégation à Londres et avait depuis condamné l'annexion comme injuste lors de ses discours.
Au début de l'année 1880, Hicks Beach présenta une proposition de fédération sud-africaine au parlement du Cap. Kruger s'y rendit avec Joubert et Jorissen pour faire campagne contre le projet mais à leur arrivée, ils apprirent la victoire des libéraux qui porta Gladstone au poste de premier ministre. Au Cap, à Paarl et dans d'autres villes, Kruger fit furieusement campagne contre l'annexion et gagna de nombreux soutiens. Davenport suggère que cela contribua à l'abandon du projet de fédération et donc à l'affaiblissement de la volonté britannique de conserver le Transvaal. Kruger et Joubert écrivirent à Gladstone pour lui demander de restaurer l'indépendance de la République sud-africaine. À leur grande surprise, le premier ministre répondit en juin 1880 qu'il craignait qu'un repli du Transvaal ne déstabilise les colonies d'Afrique australe. Kruger en conclut qu'ils avaient fait tout ce qu'ils pouvaient pour obtenir pacifiquement l'indépendance et au cours des mois qui suivirent, les burghers préparèrent leur insurrection. À la même période, Wolseley fut remplacé par George Pomeroy Colley comme gouverneur et haut-commissaire.
Dans les derniers mois de l'année 1880, Lanyon entreprit d'obtenir le paiement d'arriérés d'impôts auprès des burghers. Piet Cronjé, un fermier du district de Potchefstroom, écrivit à son magistrat local pour lui indiquer que les burghers paieraient les impôts à leur « gouvernement légitime »— celui de la République sud-africaine — et non à « l'administration usurpatrice » britannique. Kruger et Cronjé se connaissaient et l'auteur Johan Frederik van Oordt qui fréquentait les deux hommes suggère que le premier aurait pu participer à la rédaction de la lettre et aux événements qui suivirent. En novembre, alors que les autorités britanniques de Potchefstroom se préparaient à mettre aux enchères le chariot saisi à un burgher à la suite du non-paiement de ses impôts, Cronjé et un groupe de Boers armés intervinrent et arrêtèrent les officiers de police avant de récupérer le chariot. Ayant appris cet incident, Kruger indiqua à Joubert : « Je n'ai plus aucun contrôle sur le peuple et le gouvernement anglais est entièrement responsable de la situation actuelle ».
Le 8 décembre 1880, environ 10 000 Boers— ce qui représentait alors le plus grand rassemblement de blancs en Afrique du Sud — se réunirent à Paardekraal, une ferme au sud-ouest de Pretoria. Devant la foule rassemblée, Kruger annonça la réalisation de la promesse faite l'année précédente à Wonderfontein de restaurer le gouvernement et le volksraad de la République sud-africaine, ce qu'il considérait être sa responsabilité en tant que vice-président de la dernière administration indépendante. Pour l'aider, il se tourna vers Jorissen et Bok qui devinrent respectivement procureur général et secrétaire d'État tandis que Pretorius et Joubert furent élus avec Kruger par le volksraad pour former un triumvirat exécutif.

## Triumvirat

### Première guerre des Boers

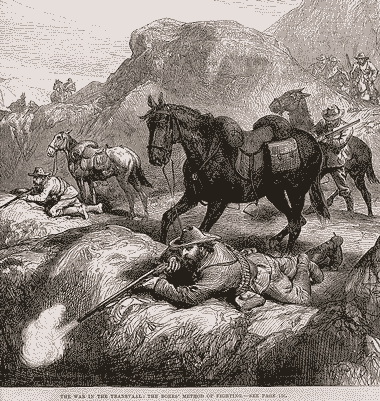
Gravure publiée en 1881 dans l'Illustrated London News montrant des soldats boers au combat

Sur proposition de Kruger, Joubert fut élu commandant-général même s'il n'avait pas une grande expérience militaire et déclara qu'il n'était pas le meilleur candidat pour cette fonction. Le gouvernement provisoire s'installa à Heidelberg, une ville stratégiquement située sur la route principale vers le Natal ; il envoya également une copie de la proclamation d'indépendance à Lanyon accompagnée d'une lettre lui demandant d'abandonner les bâtiments officiels de Pretoria. Lanyon refusa et mobilisa la garnison britannique.
Kruger ne participa pas militairement à la première guerre des Boers mais en dirigea la conduite politique et diplomatique avec Jorissen et Bok. Le premier affrontement majeur du conflit eut lieu le 20 décembre 1880 à Bronkhorstspruit quand une colonne britannique tomba dans une embuscade. À la fin de l'année, les six garnisons britanniques du Transvaal dont celle de Pretoria étaient assiégées. Colley rassembla une armée dans le Natal, obtint des renforts venant d'Inde et avança vers le Transvaal. Joubert déploya environ 2 000 hommes au sud dans le Drakensberg et ils repoussèrent la colonne de Colley lors de la bataille de Laing's Nek le 28 janvier 1881. Les Britanniques se replièrent vers l'est à Schuinshoogte où ils furent attaqués le 8 février par le second de Joubert, Nicolaas Smit, et à nouveau mis en déroute.
Sachant que le Transvaal ne pourrait pas résister indéfiniment face à tout l'Empire britannique, Kruger chercha dès le départ une solution négociée au conflit. Le triumvirat écrivit le 12 février à Colley pour lui indiquer qu'il était prêt à se soumettre à la décision d'une commission royale. En accord avec le secrétaire colonial Lord Wodehouse, ce dernier répondit le 21 février que si les Boers cessaient le combat, il mettrait un terme aux hostilités et enverrait des émissaires pour négocier. Kruger accepta immédiatement cette proposition quand il reçut la missive le 28 février. Cela était cependant trop tard car la veille, les Boers de Smit avaient écrasé les Britanniques à la bataille de Majuba au cours de laquelle Colley fut tué,. La série d'humiliations infligées à l'armée britannique en Afrique du Sud par, dans les termes de Meintjes et de l'historien Ian Castle, un ramassis dépenaillé de fermiers, stupéfia le monde,.
Kruger fut horrifié d'apprendre la mort de Colley car cela risquait de faire dérailler le processus de paix. Sa réponse à la lettre de Colley fut reçue par son successeur, Evelyn Wood (en) le 7 mars 1881 ; la veille, ce dernier et Joubert avaient accepté une trêve de huit jours. Kruger fut ulcéré d'apprendre ce cessez-le-feu qui, selon lui, ne faisait que donner le temps aux Britanniques pour se renforcer et préparer la revanche de Majuba mais Gladstone désirait la paix et il ordonna à Wood de lancer des négociations qui débutèrent le 16 mars. Les Britanniques offrirent d'amnistier les dirigeants boers et d'accorder l'autonomie au Transvaal sous la suzeraineté britannique à savoir la présence d'un résident à Pretoria et la gestion des affaires étrangères par Londres. Un accord fut trouvé le 20 mars et les Britanniques s'engagèrent à restaurer formellement la République en six mois. Le traité final fut signé le 23 mai 1881.

### Traité de Pretoria

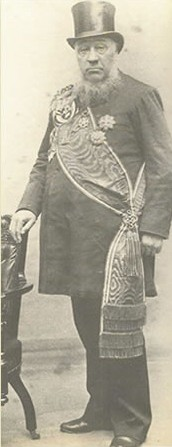
"Oom Paul" (Oncle Paul), nom affectueux, respectueux et familial donné par les Boers au président de la République du Transvaal.

Kruger présenta le traité au volksraad à Heidelberg le 15 avril 1881 : « Avec un sentiment de gratitude envers le Dieu de nos pères qui a été près de nous dans les combats et le danger, c'est pour moi un indicible honneur que de vous présenter ce traité… Je considère qu'il est de mon devoir de déclarer humblement devant vous et le monde entier que le respect pour sa majesté la reine d'Angleterre, pour le gouvernement de sa majesté et pour la nation anglaise n'a jamais été aussi élevé qu'en ce jour, quand nous pouvons vous présenter une preuve de l'amour noble et magnanime pour le droit et la justice de l'Angleterre ». Ce discours fut ignoré par la plupart des historiens mais Manfred Nathan, l'un des biographes de Kruger note que cela fut l'une de ses « déclaration les plus notables ». Kruger réaffirma sa foi dans la commission royale composée de Wood, du haut-commissaire Hercules Robinson et du juge en chef du Cap Henry de Villiers, qui se réunit pour la première fois au Natal le 30 avril. Elle organisa par la suite plusieurs audiences à Pretoria durant les mois qui suivirent mais Kruger, qui souffrait d'une pneumonie, n'y participa que peu.
Kruger fut globalement satisfait des termes du traité qui rendait sa souveraineté à la République mais deux points l'irritaient. Le premier était que les Britanniques les reconnaissaient comme la « république du Transvaal » et non comme la « République sud-africaine » et le second était la définition obscure de la « suzeraineté » britannique. La commission, dans laquelle De Villiers émergea comme la personnalité dominante, la définit essentiellement comme le contrôle britannique sur les affaires étrangères du Transvaal. Le traité de Pretoria fut signé le 3 août 1881 par Joubert, Pretorius et les membres de la commission royale. Toujours malade, Kruger ne fut pas présent mais il assista à la cérémonie cinq jours plus tard à Church Square où il donna un court discours alors que le vierkleur était hissé.
Alors âgé de 56 ans, Kruger estima qu'il ne pouvait plus faire constamment la navette entre sa propriété de Boekenhoutfontein et la capitale et en août 1881, Gezina et lui s'installèrent à Church Street à Pretoria à quelques pas des bâtiments gouvernementaux de Church Square. Leur résidence permanente, aujourd'hui appelée Kruger House, fut achevée en 1884. Ce fut également vers cette période qu'il rasa sa moustache pour ne garder que le collier de barbe qu'il conserva jusqu'à la fin de sa vie.
Une conséquence immédiate du retrait britannique fut le chaos économique et le gouvernement du Transvaal dut affronter le risque de banqueroute. Le triumvirat passa deux mois à discuter des termes du traité de Pretoria avec le nouveau volksraad qui ne le ratifia que le 25 octobre 1881. Kruger présenta également des réformes fiscales, annonça l'octroi de monopoles industriels pour lever des fonds et nomma le révérend Stephanus Jacobus du Toit au ministère de l'Éducation. Pour réduire l'influence politique des uitlanders, la durée de résidence nécessaire pour pouvoir voter fut accrue d'une à cinq années. En juillet 1882, le volksraad décida d'élire un nouveau président, une position convoitée par Joubert et Kruger. Ce dernier fit campagne en déclarant que « la parole de Dieu serait mon guide » ; il promit de mettre l'accent sur l'agriculture, l'industrie et l'éducation, de relancer le projet de voie ferrée vers la baie de Delagoa défendu en son temps par Burgers, de mener une politique d'immigration destinée à « empêcher la nationalité boer d'être étouffée » et de poursuivre des relations cordiales avec le Royaume-Uni et les « races locales obéissantes dans leurs districts attribués ». Il remporta l'élection par 3 431 voix contre 1 171 et prêta serment le 9 mai 1883.

## Président

### Convention de Londres

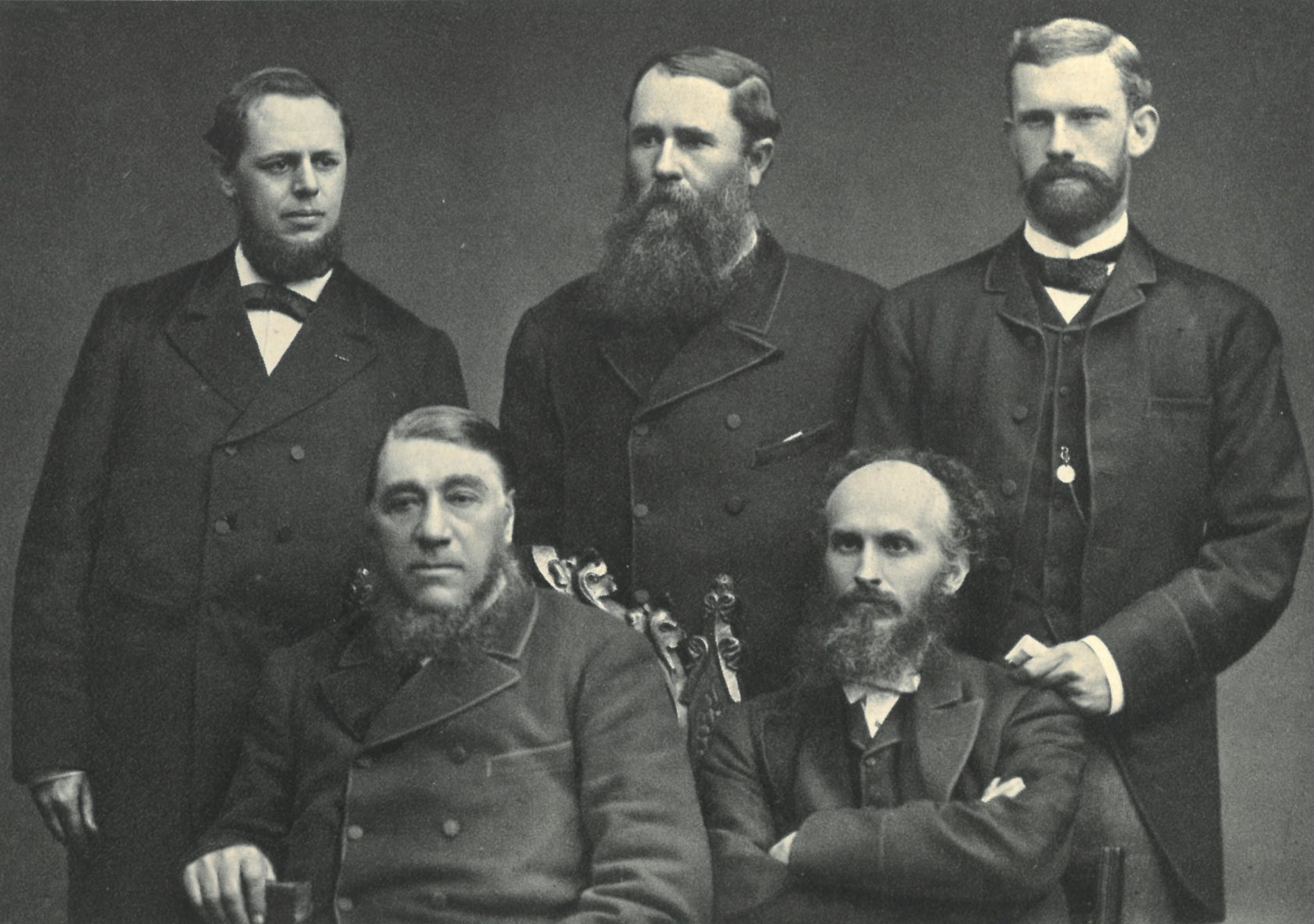
La délégation boer à la Convention de Londres (1884) composée de G.J.T Beelaerts van Blokland, du Général Nicolaas Smit, d'Ewald Auguste Esselen, du Président Paul Kruger et du Rev. du Toit

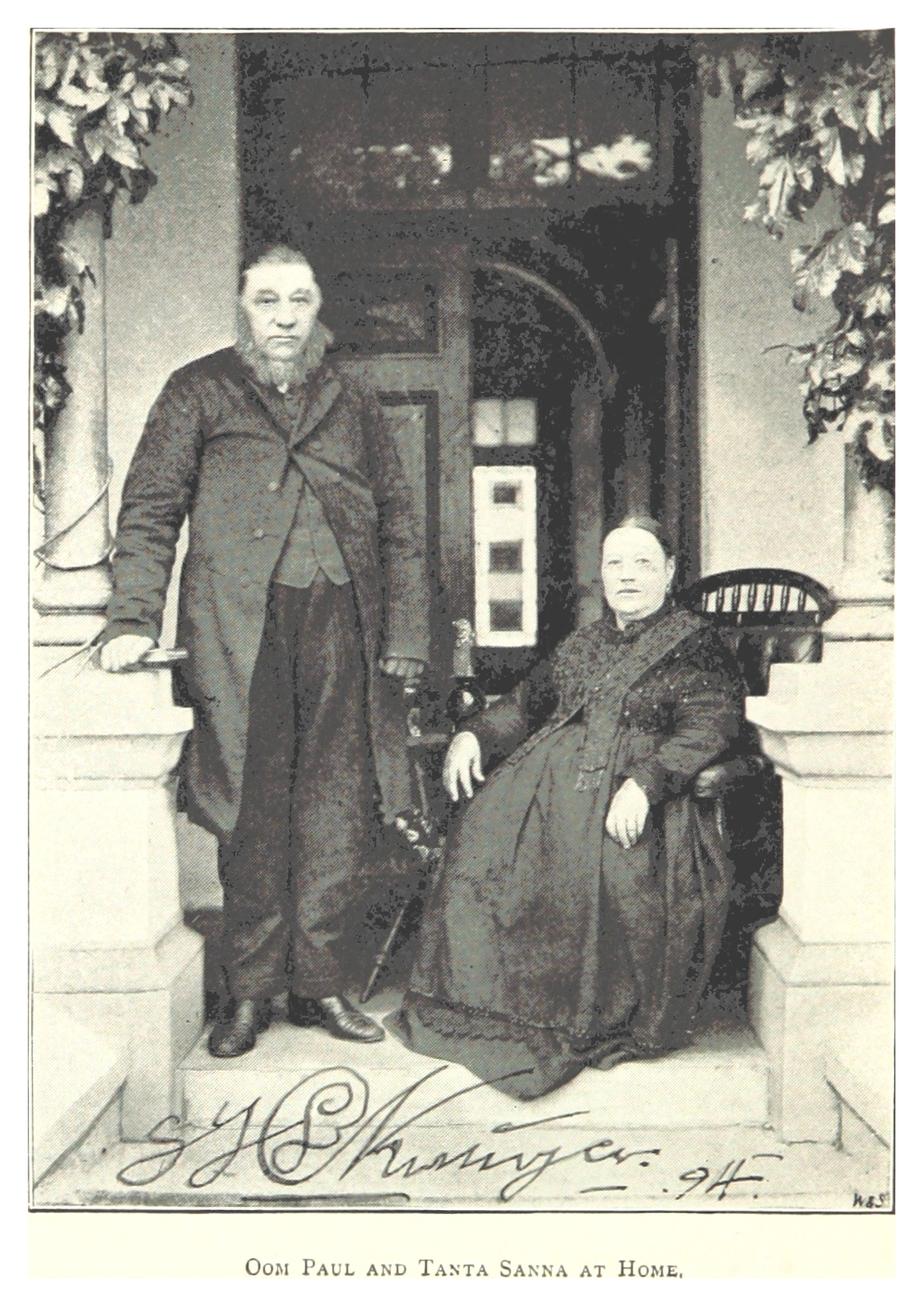
Kruger et son épouse Gezina dans leur résidence de Pretoria en 1896.

Kruger devint président peu après la découverte d'or près de ce qui devint Barberton et cela entraîna un afflux massif d'uitlanders ; Joubert prédit que « cet or va inonder notre pays de sang », une déclaration qu'il répéta à de multiples reprises. Joubert resta commandant-général sous Kruger et également vice-président. La situation géopolitique sur la frontière occidentale du Transvaal fut compliquée quand des burghers franchirent la limite définie par le traité de Pretoria et créèrent en 1882 deux nouvelles républiques — Stellaland et Goshen — sur d'anciens territoires tswana. Petits géographiquement, ces États étaient stratégiquement importants car situés sur la route principale reliant le Cap à l'intérieur du continent africain.
Kruger et le volksraad décidèrent d'envoyer une nouvelle délégation à Londres pour renégocier le traité de Pretoria et régler la question des nouvelles républiques. Cette troisième députation comprenant Kruger, Smit et Du Toit quitta le Transvaal en août 1883 et prit la mer au Cap deux mois plus tard. Kruger consacra une partie de la traversée à améliorer son anglais à l'aide d'une Bible écrite à la fois en néerlandais et en anglais. Les échanges avec le nouveau secrétaire colonial Lord Derby et Robinson se déroulèrent sans difficultés— hormis un incident au cours duquel Kruger, se croyant insulté, faillit frapper Robinson — et la convention de Londres remplaçant le traité de Pretoria fut signée le 27 février 1884. Par cet accord, le Royaume-Uni abandonnait sa suzeraineté, acceptait de réduire la dette du Transvaal et reconnaissait le pays comme la « République sud-africaine ». La question frontalière restait cependant en suspens mais Kruger considéra l'accord comme un succès,.

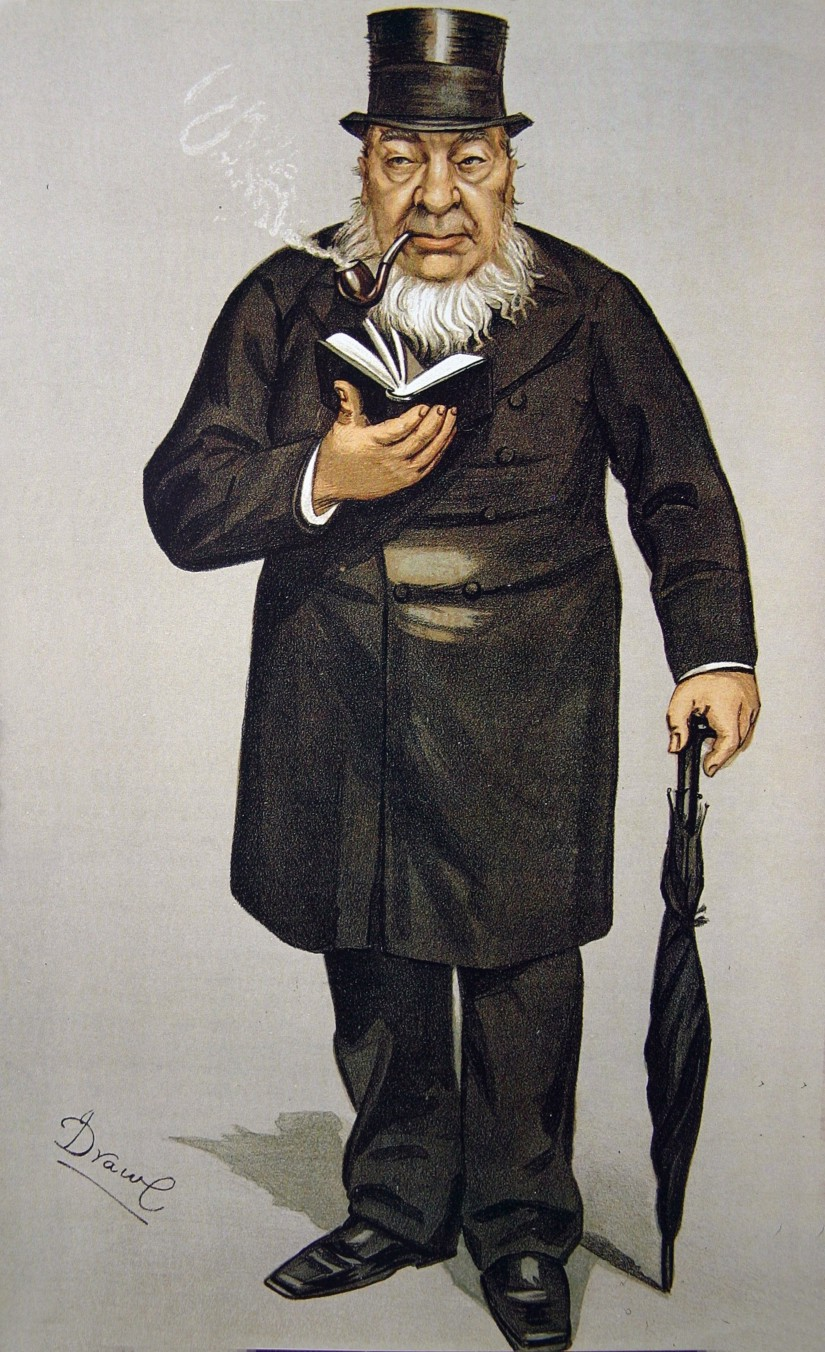
Caricature de Kruger publiée en 1900 dans le magazine britannique Vanity Fair

Après les négociations en Grande-Bretagne, la délégation se rendit en Europe continentale où, selon Meintjes, son accueil « dépassa toutes les espérances… les banquets se succédaient, la résistance d'une poignée de Boers contre l'Empire britannique ayant fait sensation ». Les délégués rencontrèrent de nombreux chefs d'État dont Guillaume III des Pays-Bas et son fils Alexandre, Léopold II de Belgique, le président français Jules Grévy, Alphonse XII d'Espagne, Louis Ier de Portugal ainsi que Guillaume Ier d'Allemagne et son chancelier Otto von Bismarck. Au Portugal, les délégués discutèrent des aspects bilatéraux de la construction de la voie ferrée vers la baie de Delagoa et aux Pays-Bas, ils fondèrent la NZASM (Nederlandsche-Zuid-Afrikaansche Spoorwegmaatschappij) qui serait chargée de sa construction et de son exploitation. Kruger reconnut alors que Burgers avait été « très en avance sur son temps » et en plus de relancer son projet ferroviaire, il fit de nouveau appel à des fonctionnaires néerlandais afin, selon lui, de renforcer l'identité boer et garder le Transvaal « néerlandais ». Willem Johannes Leyds (en), un Néerlandais de 24 ans, retourna en Afrique du Sud avec la délégation et devint le procureur général de la République.
Les années 1880 furent marquées par l'accélération du partage de l'Afrique et cette course provoqua de nombreuses tensions entre les puissances coloniales. Les disputes concernant la frontière occidentale du Transvaal furent notamment compliquées quand l'Allemagne s'implanta dans le Sud-Ouest africain. Pour conserver l'accès vers l'intérieur du continent, le Royaume-Uni, à la demande du magnat minier et homme politique britannique Cecil Rhodes, proclama la création d'un protectorat sur le Bechuanaland, une région située entre le Transvaal et la colonie allemande qui comprenait le Stellaland et le Goshen. Alors que Joubert négociait avec Rhodes, Du Toit demanda à Kruger d'annoncer le 18 septembre 1884 que les deux républiques étaient sous la protection du Transvaal. Cela ulcéra Joubert et quand Du Toit fit hisser le vierkleur à Goshen le 3 octobre, Kruger estima également qu'il était allé trop loin. Réalisant que cela violait clairement la convention de Londres, il fit immédiatement retirer le drapeau et revint sur sa déclaration du 18 septembre. Lors d'une rencontre avec Rhodes à la fin du mois de janvier 1885, Kruger insista sur le fait qu'il n'avait pas approuvé l'« incident du drapeau » et céda les républiques aux Britanniques.

### Ruée vers l'or

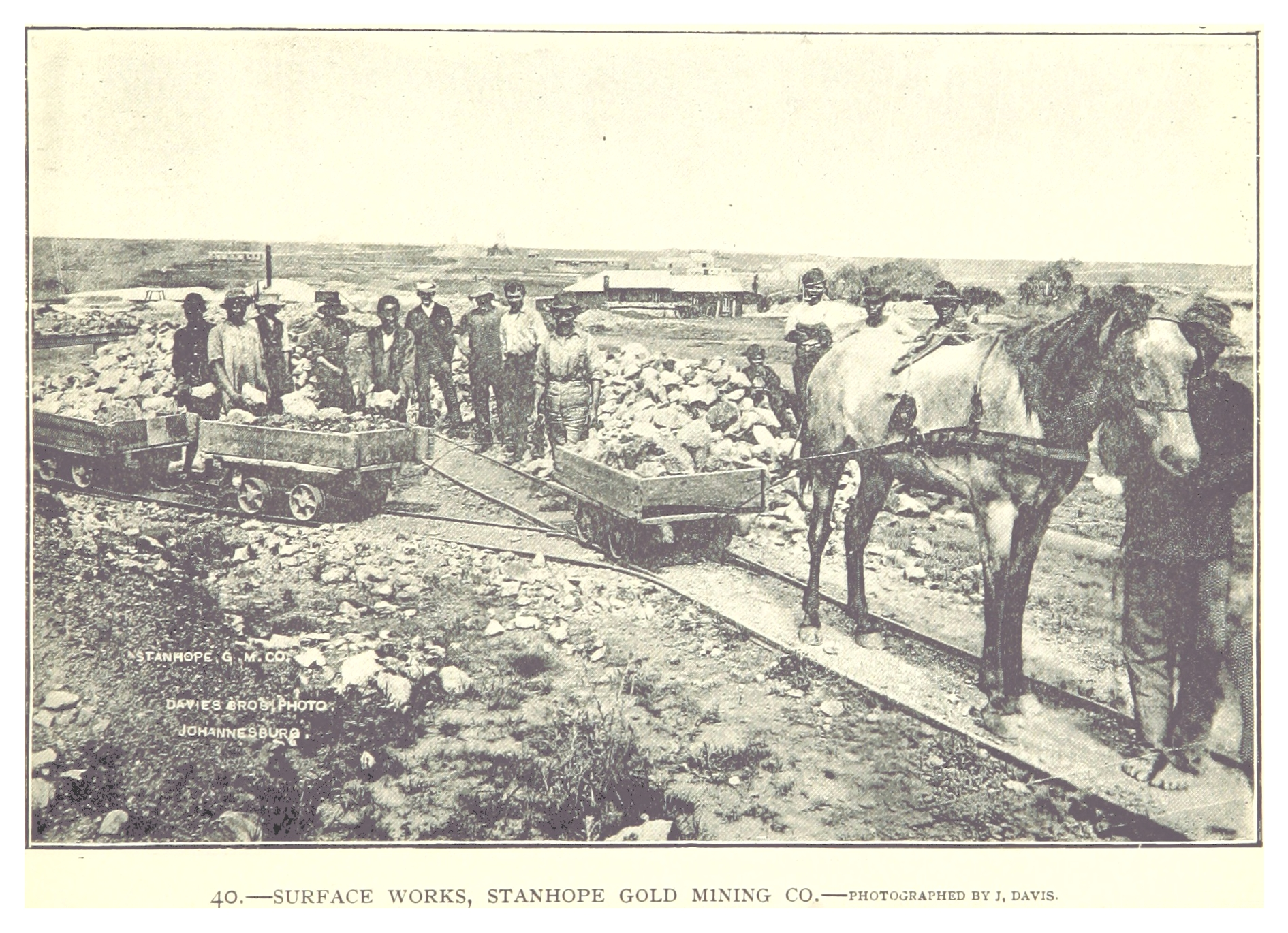
Mine d'or à ciel ouvert à Johannesburg en 1893

En juillet 1886, un prospecteur australien indiqua au gouvernement du Transvaal qu'il avait découvert un filon aurifère entre Pretoria et Heidelberg. L'annonce officielle de cette découverte deux mois plus tard provoqua une ruée vers l'or (en) et la fondation de Johannesburg, qui devint en quelques années la plus grande ville d'Afrique du Sud, peuplée presque uniquement d'uitlanders. La situation économique de la région fut bouleversée et en 1886, la république au bord de la banqueroute dégagea un excédent équivalent à celui de la colonie du Cap pourtant bien plus peuplée et développée. Les Britanniques voulurent relier Johannesburg par rail au Cap et au Natal mais Kruger s'inquiétait des conséquences géopolitiques et économiques que cela pourrait avoir et il donna la priorité à la liaison avec la baie de Delagoa.
Le président était alors largement surnommé Oom Paul (« Uncle Paul »), à la fois par les Boers et par les uitlanders mais s'il s'agissait d'une marque d'affection pour les premiers, cela était plus considéré avec dérision par les seconds. Il battit à nouveau Joubert lors de l'élection présidentielle de 1888 par 4 483 voix contre 834 ; de leurs côtés, Nicolaas Smit fut élu vice-président et Leyds fut nommé secrétaire d'État. Kruger fut néanmoins accusé d'être un despote quand il accorda sa grâce à son ami Alois Hugo Nellmapius qui avait été reconnu coupable d'abus de confiance, un acte jugé « parfaitement indéfendable » par son biographe Nathan car il remettait en cause l'indépendance de la Justice.
Une grande partie des actions de Kruger durant l'année qui suivit furent consacrées à l'obtention d'un accès à la mer pour la République sud-africaine. En juillet, Pieter Grobler, qui venait tout juste de signer un accord en ce sens avec le roi Lobengula des Matabélés, fut tué par des guerriers ngwato lors de son retour ; Kruger avança que cela était le travail de « Cecil Rhodes et de sa clique ». Kruger méprisait Rhodes qu'il considérait comme corrompu et immoral et dans ses mémoires, il le qualifia de « malédiction de l'Afrique du Sud ». Selon l'éditeur de ses mémoires, Rhodes tenta de se rapprocher de Kruger en lui suggérant que « nous prenions simplement » la baie de Delagoa au Portugal, une proposition qui choqua le président. Ses négociations avec les Portugais rencontrant peu de succès, Kruger se tourna vers la baie de Kosi (en) près du Swaziland à la fin de l'année 1888.
Au début de l'année 1889, Kruger et le nouveau président de l'État libre d'Orange, Francis William Reitz signèrent un traité d'assistance mutuelle et un accord commercial supprimant la plupart des droits de douane. Aucune des deux républiques n'ayant un établissement d'enseignement supérieur, Kruger proposa la création d'une université à Pretoria. Cette idée reçut un large soutien mais l'université libre d'Amsterdam, qui accueillait de nombreux étudiants boers, exprima sa forte opposition. Finalement aucune université ne fut construite avant l'ouverture de l'université de Pretoria en 1908.

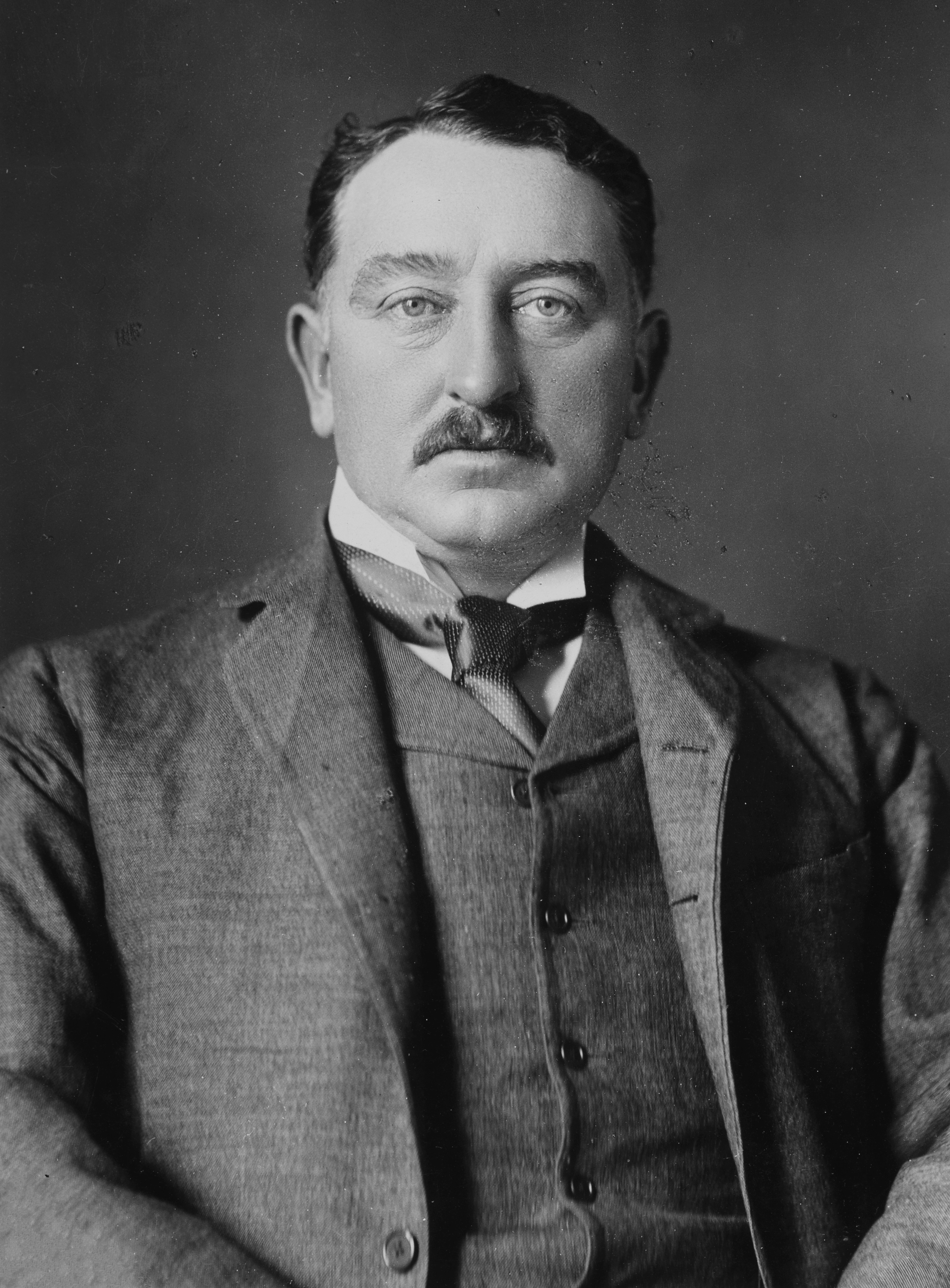
Cecil Rhodes qui fut premier ministre de la colonie du Cap de 1890 à 1896 et l'un des principaux adversaires de Kruger

Kruger était obsédé par l'indépendance de la République sud-africaine et il considérait qu'elle était menacée par l'afflux de colons britanniques dans le Transvaal. Les taxes sur leur production minière formaient la quasi-totalité des revenus de la République mais ils n'avaient presque aucune influence sur la politique nationale et alors que l'anglais était majoritaire dans les régions minières, seul le néerlandais avait le statut de langue officielle. Kruger s'enthousiasmait de la productivité et du respect des lois des nouveaux arrivants mais craignait que leur donner les mêmes droits ne rende les Boers minoritaires et entraîne mécaniquement l'intégration du Transvaal dans l'orbite britannique. Déchiré sur la manière de « satisfaire le souhait de représentation de la nouvelle population sans menacer la République ou les intérêts des anciens burghers », il proposa en 1889 de créer un « second volksraad » qui permettraient aux uitlanders de gérer eux-mêmes certaines questions. L'idée fut accueillie avec scepticisme même par les soutiens de Kruger mais elle fut approuvée.
Rhodes et d'autres personnalités britanniques avançaient fréquemment qu'il y avait plus d'uitlanders que de Boers dans le Transvaal. L'administration de la République indiquait qu'il y avait deux fois plus de Boers que d'uitlanders mais reconnaissait que ces derniers étaient plus nombreux que les burghers. Selon le libéral James Bryce, la plupart des uitlanders voyaient le pays comme « virtuellement anglais » et considéraient « déraisonnable voire grotesque le contrôle d'un petit groupe de personnes qu'ils jugeaient en tout point inférieurs ». Le 4 mars 1890, quand Kruger visita Johannesburg, les habitants entonnèrent des chants patriotiques britanniques, arrachèrent et piétinèrent le vierkleur du bureau du magistrat local et organisèrent une émeute devant la maison où résidait le président,. L'un des agitateurs l'accusa de traiter les uitlanders avec mépris et Kruger répondit : « Je n'ai aucun mépris pour la nouvelle population, seulement pour les personnes comme vous ». Les manifestants furent dispersés par la police et la chambre des Mines présenta ses excuses en avançant que seuls un petit nombre d'uitlanders avaient participé aux violences. Cette contrition fut acceptée par Kruger mais peu de Boers étaient aussi conciliants ; Meintjes note que ce fut « le moment ou le fossé entre Transvaalers et les uitlanders commença [à se creuser] ».

### Début des années 1890
À la mi-mars 1890, Kruger rencontra le nouveau haut-commissaire et gouverneur Henry Loch (en), son conseiller William Philip Schreiner et Rhodes, qui avait alors acquis une position dominante dans l'industrie minière du Transvaal et une charte royale pour l'expansion de sa British South Africa Company dans le Matabeleland et le Mashonaland. Un groupe de Boers envisageait d'émigrer au Mashonaland et Rhodes était déterminée à les en empêcher de peur qu'ils ne compromettent ses plans. Loch et lui offrirent de soutenir Kruger pour l'acquisition d'un port dans la baie de Kosi et sa liaison au Transvaal via le Swaziland en échange de la promesse que la République intègre une union douanière sud-africaine et s'engage à ne pas s'étendre vers le nord. Kruger refusa de s'engager car il considérait que cette union pourrait facilement devenir la fédération que les Britanniques avaient précédemment essayé d'imposer mais à son retour à Pretoria, il interdit tout trek boer vers le Mashonaland.
Rhodes devint premier ministre de la colonie du Cap en juillet 1890 et un mois plus tard, les Britanniques et les Boers mirent en place une administration conjointe sur le Swaziland sans demander leur avis aux Swazi. La République sud-africaine pouvait y construire une voie ferrée jusqu'à la baie de Kosi à condition que le Transvaal soutienne les intérêts de la compagnie à charte de Rhodes dans le Matabeleland et les régions voisines,,. Kruger honora cet engagement en 1891 quand il empêcha le trek Adendorff à destination du Mashonaland malgré les protestations de Joubert et de nombreux burghers. Cette décision, associée à sa gestion de l'économie et de la fonction publique— qui comptait alors trop de Néerlandais pour beaucoup de Boers — renforcèrent l'opposition. Les monopoles accordés par l'administration Kruger furent critiqués pour leur inefficacité et leur corruption ; en 1892, il fut ainsi poussé par le scandale à révoquer une concession accordée à Edouard Lippert et à un consortium français qui s'étaient rendus coupable de dol et de manipulation des prix.

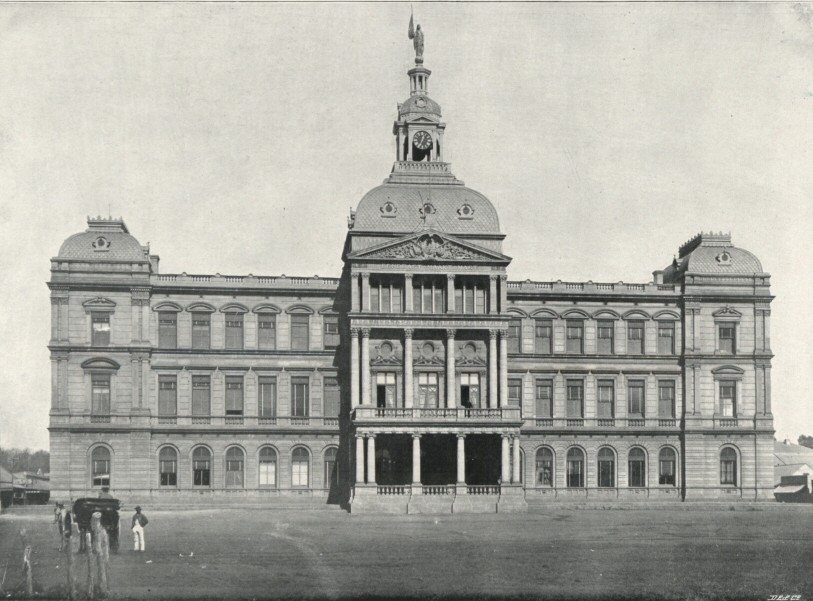
Le Raadsaal de Pretoria où siégeait le gouvernement du Transvaal photographié dans les années 1890

Le second volksraad siégea pour la première fois en 1891 mais étant donné que chacune des législations qu'il adoptait devait être approuvée par le premier, son rôle était largement consultatif. Les uitlanders pouvaient participer aux élections de ce second volksraad après deux ans de résidence à la condition qu'ils soient naturalisés comme burghers, un processus demandant l'abandon de tout autre allégeance. La durée de résidence pour les burghers naturalisés pour pouvoir voter pour le premier volksraad fut élevée de cinq à quatorze ans avec la condition supplémentaire qu'ils devaient avoir au moins quarante ans,. Durant la campagne serrée pour l'élection présidentielle de 1893 durant laquelle Kruger affronta à nouveau Joubert et le juge en chef John Gilbert Kotzé, le président indiqua qu'il était prêt à réduire la durée de séjour à condition que cela ne menace pas l'indépendance de la République. Le résultat final fut de 7 854 voix pour Kruger contre 7 009 pour Joubert et 81 pour Kotzé. Les soutiens de Joubert accusèrent Kruger de fraudes et demandèrent un recompte. Ce dernier confirma la victoire du président sortant et Kruger prêta serment le 12 mai 1893.
Kruger était alors largement considéré dans et à l'extérieur du pays comme la personnification du caractère boer. Ses allées et venues au Raadsaal devinrent un spectacle public non sans rappeler la relève de la garde. La mécène sud-africaine Lady Phillips écrivit que « une fois vu, il est difficile de l'oublier… Sa redingote sale et son haut-de-forme démodé ont été représentés un nombre incalculable de fois… et je pense que son caractère est clairement visible sur son visage - force de caractère et ingéniosité ».

### Montée des tensions

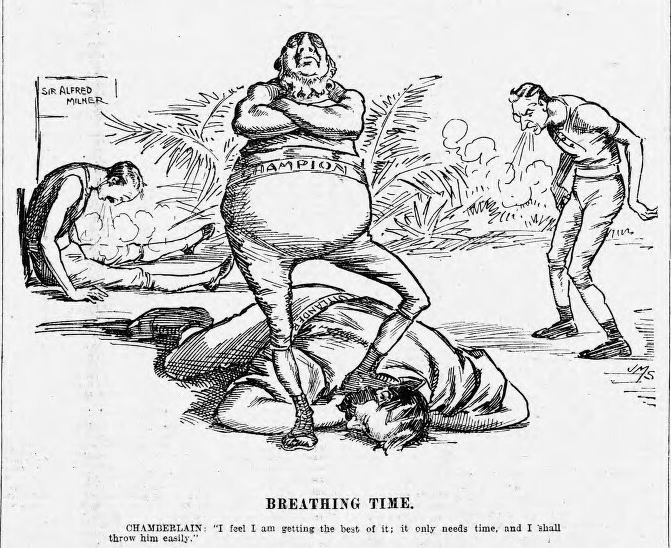
Caricature de Joseph Morewood Staniforth réalisée en juin 1899 montrant Kruger dominant d'un air triomphal un uitlander au sol tandis que Alfred Milner (à gauche) et Joseph Chamberlain (à droite) reprennent leur souffle avant de tenter une nouvelle fois de le renverser.

En 1894, le projet de voie ferrée vers la baie de Kosi avait été abandonné tandis que la ligne vers la baie de Delagoa était presque achevée et que Johannesburg était reliée au Natal et au Cap,. En mai 1894, la révolte du chef Malaboch dans le nord du Transvaal obligea Joubert à lever des troupes mais parmi les appelés figuraient des sujets britanniques dont la grande majorité refusa de rejoindre leurs unités en avançant qu'en tant qu'étrangers, ils devaient être exemptés. Le jugement de Kotzé estimant que la nationalité britannique n'empêchait pas la conscription d'un résident du Transvaal provoqua la colère des uitlanders qui se manifesta lorsque Loch se rendit à Pretoria en juin. Les manifestants attendirent que Kruger et Loch entrent dans la voiture présidentielle devant la gare avant de déharnacher les chevaux, d'accrocher l'Union Jack et de tirer l'attelage jusqu'à l'hôtel de Loch. Embarrassé, ce dernier accepta la demande de Kruger qu'il ne se rende pas à Johannesburg. Peu après, le président annonça que « le gouvernement ne soumettra plus, temporairement, les sujets britanniques au service militaire ». Dans ses mémoires, il suggéra que Loch aurait secrètement échangé avec l'Union nationale des uitlanders pour savoir combien de temps les mineurs pourraient tenir Johannesburg par les armes sans aide britannique.
L'année suivante, l'Union nationale envoya à Kruger une pétition signée par 38 500 personnes demandant une réforme électorale. Le président refusa d'étudier la question en avançant que donner le droit de vote à « ces nouveaux venus, ces personnes désobéissantes » mettrait en péril l'indépendance de la république. S'adressant à un délégué uitlander, il déclara : « À quoi bon protester ? J'ai les fusils et vous non ». La presse de Johannesburg devint très hostile au président et créa le mot de « krugerisme » pour désigner toutes les injustices dont ils estimaient être victimes. En août 1895, le premier volksraad rejeta la proposition d'accorder le droit de vote à tous les uitlanders par 14 voix contre 10. Kruger déclara que cela ne s'appliquait pas à ceux qui avaient « prouvé leur fiabilité » et il accorda les droits des burghers à tous les uitlanders qui avaient combattu dans l'armée du Transvaal
L'achèvement de la voie ferrée vers la baie de Delagoa en décembre 1894 fut une victoire personnelle pour Kruger qui serra lui-même le dernier boulon du « chemin de fer national ». L'inauguration en juillet 1895 fut célébrée en grande pompe en présence des représentants des nations voisines dont le successeur de Loch, Hercules Robinson. Dans son autobiographie, Kruger écrivit que « ce chemin de fer changea toute la situation interne du Transvaal. Jusqu'alors, la voie ferrée du Cap possédait le monopole du trafic de Johannesburg ». La hausse des droits de passage des trains de la voie ferrée du Cap sur le territoire du Transvaal provoqua une crise en septembre et octobre 1895 quand les Britanniques commencèrent à contourner les taxes en transférant les marchandises à bord de chariots juste avant la frontière. Kruger répondit en fermant les gués de la Vaal où passaient les chariots et cela poussa Rhodes à faire appel au gouvernement britannique en arguant d'une violation de la convention de Londres. Le secrétaire colonial Joseph Chamberlain indiqua à Kruger que s'il ne rouvrait pas les passages, le Royaume-Uni le ferait par la force et devant cette menace, le président revint sur sa décision.

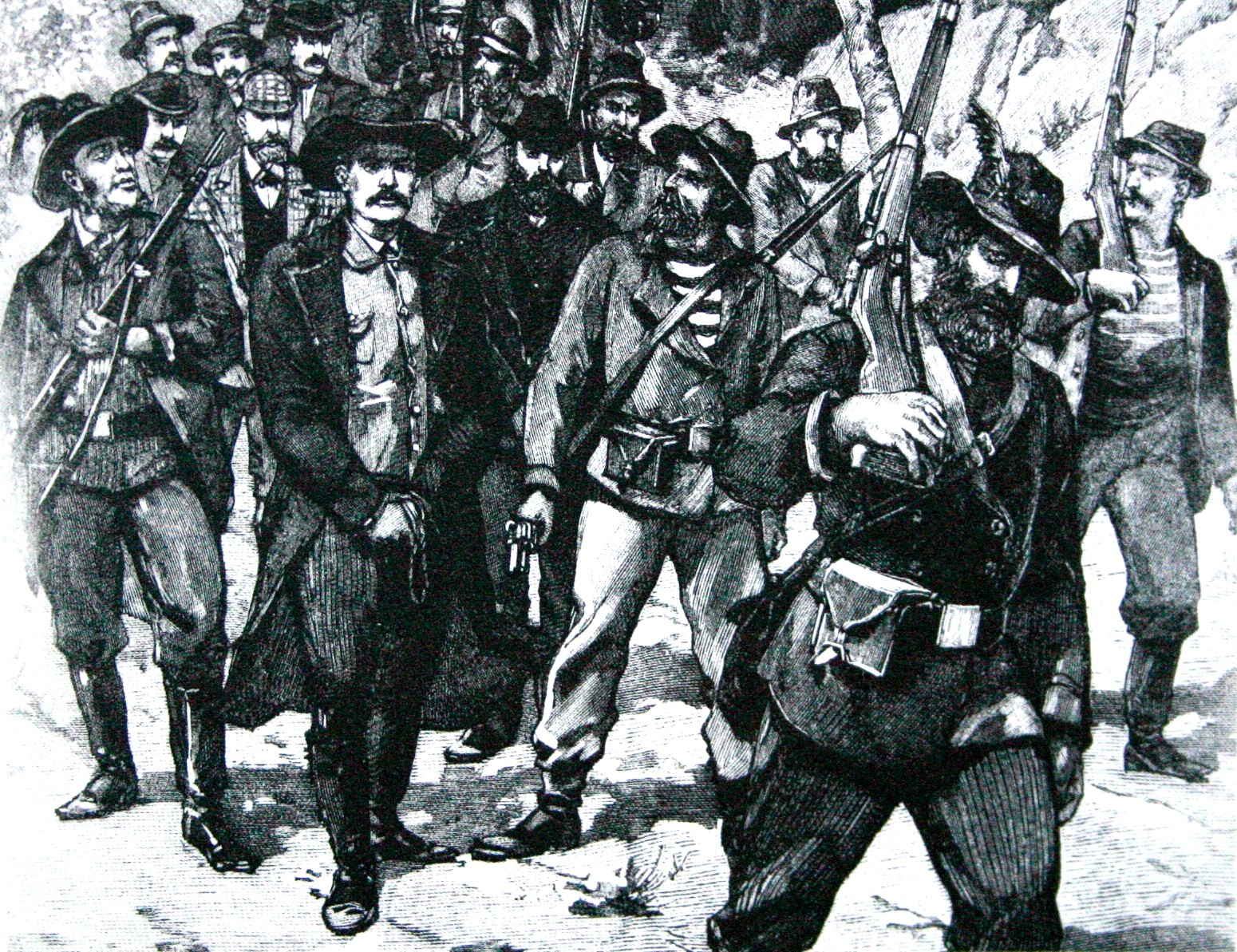
Arrestation de Leander Starr Jameson après son raid malheureux dans le Transvaal, Le Petit Parisien (1896)

La détérioration des relations menaçant de dégénérer en conflit ouvert avec le Royaume-Uni, Kruger lança un programme d'achat d'armes à l'étranger. Quand Leyds se rendit en Allemagne pour y suivre un traitement médical à la fin de l'année 1895, il passa une commande de fusils et de munitions. De son côté, Rhodes échangea avec le Colonial Office sur la coordination d'une révolte des uitlanders de Johannesburg et d'une intervention britannique ; en ce sens, il déploya 500 hommes sous le commandement de Leander Starr Jameson, l'administrateur du Matabeleland, sur la frontière entre le Transvaal et le Bechuanaland. Le 29 décembre 1895, cette troupe traversa (en) la frontière en direction de Johannesburg où le Comité pour la réforme (le nouveau nom de l'Union nationale) avait organisé une révolte et avait un appel à l'aide.
La troupe de Jameson ne parvint pas à couper toutes les lignes télégraphiques, ce qui permit à un fonctionnaire local de donner l'alerte même s'il a été avancé que Kruger avait été prévenu au préalable de l'organisation du raid.. Joubert mobilisa les burghers et se porta à la rencontre de Jameson. Robinson condamna publiquement les actions de Jameson et lui ordonna de faire demi-tour mais ce dernier ignora ces appels et continua en direction de Johannesburg ; Robinson offrit alors Kruger de négocier. Les efforts du Comité pour la réforme pour mobiliser les uitlanders échouèrent en partie car tous les propriétaires de mines ne soutenaient pas la révolte et le 31 décembre, les insurgés capitulèrent en hissant un vierkleur improvisé au-dessus de leur quartier-général dans les bureaux de la Gold Fields de Rhodes. Ignorant cela, Jameson continua sa progression jusqu'à ce qu'il soit stoppé et se rende à Piet Cronjé le 2 janvier 1896.
Un télégramme de félicitations de l'empereur allemand Guillaume II le 3 janvier provoqua une virulente campagne anti-boer et anti-allemande en Grande-Bretagne où Jameson fut célébré comme un héros. Kruger refusa de condamner à mort Jameson ou de mener une campagne punitive contre Johannesburg mettant au défi ses officiers les plus belliqueux de le renverser s'ils étaient en désaccord avec ses décisions et il accepta avec empressement la médiation de Robinson. Après avoir confisqué les armes et les munitions amassées par le Comité pour la réforme, Kruger remit Jameson et ses hommes aux autorités britanniques et accorda l'amnistie aux insurgés de Johannesburg à l'exception de 64 meneurs qui furent inculpés pour haute trahison. Les quatre principaux— Lionel Phillips (en), John Hays Hammond, George Farrar (en) et Frank Rhodes (en) (le frère de Cecil) — plaidèrent coupable en avril 1896 et furent condamnés à la pendaison ; Kruger commua néanmoins les peines en des amendes de 25 000 livres (environ 2,8 millions de livres de 2011).
Le raid de Jameson ruina la réputation politique de Rhodes au Cap et lui coûta l'appui de l'influent Afrikaner Bond représentant les Afrikaners de la colonie ; il démissionna de son poste de premier ministre le 12 janvier. La gestion de l'affaire par Kruger fut saluée dans le monde entier et notamment chez les Boers du Cap et de l'État libre qui lui rendirent visite à Pretoria. Il accorda des audiences à de nombreux visiteurs tels les écrivains Olive Schreiner et Frank Harris en arborant sur son écharpe les décorations offertes par les Pays-Bas, le Portugal, la Belgique et la France. Jameson fut emprisonné par les Britanniques mais libéré au bout de quatre mois. Dans le même temps, la République fit de l'armement sa priorité et elle commanda de grandes quantités de munitions, de fusils, de canons et d'obusiers essentiellement auprès de fournisseurs allemands et français.

### Marche à la guerre

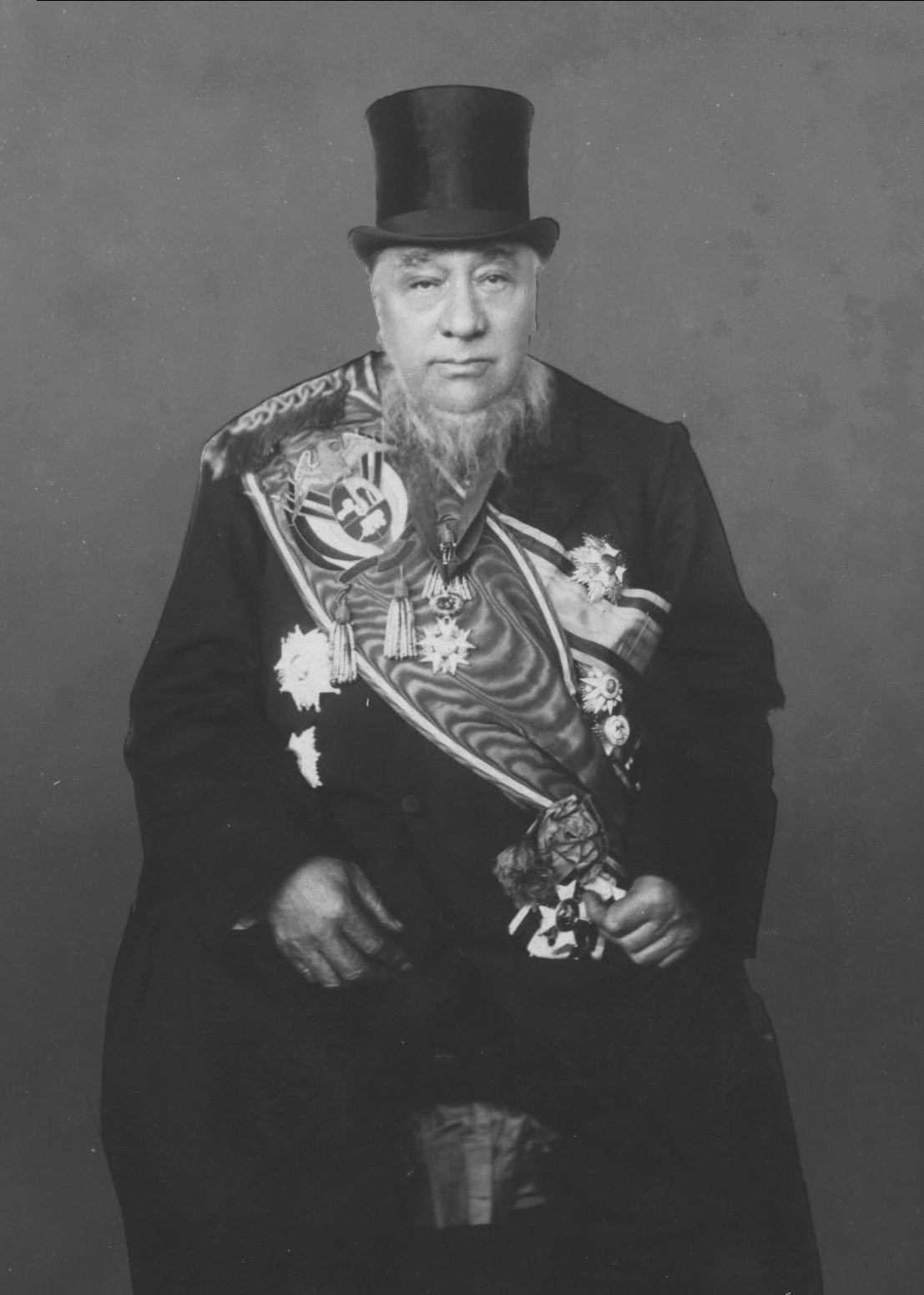
Paul Kruger en 1898

En mars 1896, Marthinus Theunis Steyn, le jeune avocat que Kruger avait rencontré sur le navire à destination de l'Angleterre deux décennies plus tôt, devint président de l'État libre. Une relation de confiance s'établit rapidement entre les deux hommes qui dans leurs mémoires évoquèrent l'autre en des termes chaleureux. Chamberlain commença à prendre ombrage des actions diplomatiques de la République sud-africaine, comme sa signature de la convention de Genève qu'il considérait être en violation de l'article VI de la convention de Londres limitant la politique étrangère du Transvaal à ses relations avec l'État libre. Chamberlain affirma que le Transvaal était toujours sous suzeraineté britannique, une déclaration que Kruger qualifia d'« absurde ». Kruger et Steyn signèrent un traité d'amitié et de commerce à Bloemfontein en mars 1897 et formalisèrent une alliance militaire par laquelle chaque république s'engageait à défendre l'indépendance de l'autre. Deux mois plus tard, Alfred Milner devint le nouveau haut-commissaire et gouverneur du Cap.
Kruger ne fut jamais plus populaire à domicile que durant la campagne présidentielle de 1898 et nombreux observateurs notèrent que cela fut sa période la plus heureuse depuis bien longtemps. Il remporta sa plus large victoire avec 12 853 voix contre 2 001 pour Joubert et 3 753 pour Schalk Willem Burger. Il prêta le serment de la présidence pour la quatrième fois le 12 mai 1898 et sa première décision fut de limoger le juge en chef Kotzé qui estimait que la Constitution primait sur les décisions du volksraad ; pour ces adversaires, cela démontrait qu'il était un tyran. Kruger nomma l'ancien président de l'État libre Reitz au poste de secrétaire d'État et envoya Leyds à Bruxelles en tant que ministre plénipotentiaire pour l'Europe. Ce remplacement marquait la fin de la politique de Kruger consistant à accorder les fonctions officielles à des Néerlandais ; l'une des raisons étant qu'après le raid de Jameson, il avait été convaincu de la sympathie des Afrikaners du Cap auquel il fit dorénavant appel. Il nomma ainsi un jeune avocat du Cap appelé Jan Smuts au poste de procureur général,.

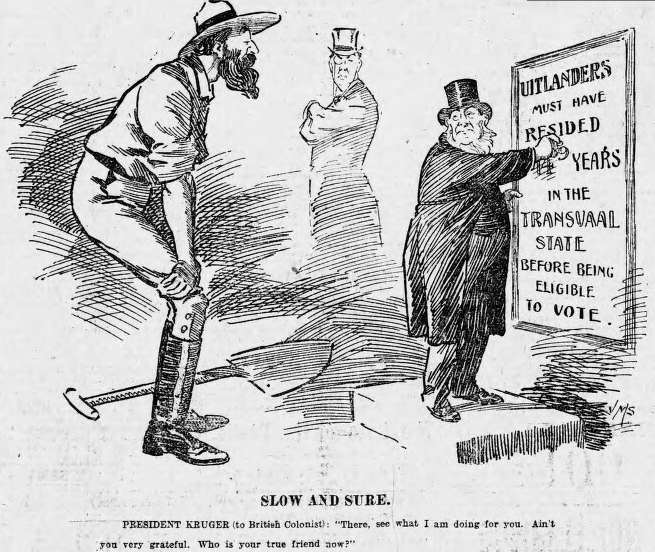
Caricature britannique de 1899 montrant Kruger essayant de gagner le soutien d'un uitlander en réduisant la durée de résidence nécessaire pour l'affranchissement de quatorze à neuf années sous le regard de Joseph Chamberlain.

Les relations germano-britanniques s'améliorèrent à la fin de l'année 1898 quand Berlin réfuta tout intérêt pour le Transvaal ; cela poussa Milner et Chamberlain à durcir le ton contre Kruger. L'année suivante, un policier ayant abattu un sujet britannique durant son arrestation et jugé pour meurtre fut acquitté. Cette affaire provoqua la colère de la communauté britannique du Transvaal et le biographe Manfred Nathan note que cela fut « le point de départ de l'agitation qui mena à la guerre ».
La Ligue sud-africaine, un nouveau mouvement uitlander, prépara deux pétitions portant chacune plus de 20 000 signatures demandant au gouvernement britannique d'intervenir contre l'administration du Transvaal présentée comme inefficace, corrompue et tyrannique. D'autres uitlanders présentèrent une contre-pétition par laquelle à peu près autant de personnes se déclaraient satisfaits du gouvernement Kruger. Pour répondre au principal point de discorde avec Milner et Chamberlain, Kruger proposa de réduire la durée de résidence nécessaire pour pouvoir voter de quatorze à neuf ans voire moins. En mai et juin 1899, Milner et lui se rencontrèrent à Bloemfontein où Steyn joua le rôle de médiateur. Ce dernier pressa Kruger de faire des concessions sur la question du droit de vote : « Le droit de vote après une présence de quatorze ans est contraire aux principes d'un gouvernement républicain et démocratique. L'État libre s'attend à ce que vous cédiez… Si vous ne renoncez pas sur cette question, vous perdrez toute sympathie et tous vos amis ». Kruger répondit qu'il avait déjà indiqué sa bonne volonté et qu'il était « prêt à tout faire… mais ils ne doivent pas toucher à mon indépendance. Ils doivent être raisonnables dans leurs demandes ».
Milner exigeait les pleins droits civiques après cinq années de résidence, un nouveau serment de naturalisation et une représentation accrue des nouveaux burghers. Kruger offrit la naturalisation après deux années de résidence et les droits complets au bout de sept ans ainsi qu'une meilleure représentation et un nouveau serment similaire à celui de l'État libre. Le haut-commissaire déclara que sa demande initiale était un « minimum irréductible » et ajouta qu'il refuserait toute négociation tant que la question du droit de vote ne serait pas réglée. Le 5 juin, Milner proposa la création d'un conseil consultatif composé de non-burghers destiné à représenter les uitlanders mais Kruger explosa en demandant « comment des étrangers pourraient diriger mon pays ? Comment cela est-il possible ! ». Quand Milner indiqua qu'il ne prévoyait pas que ce conseil ait le moindre pouvoir décisionnel, Kruger éclata en sanglots et déclara : « C'est notre pays que vous voulez ». Les Britanniques mirent fin à la conférence dans la soirée en déclarant que tout autre rencontre avec Steyn et Kruger était inutile.

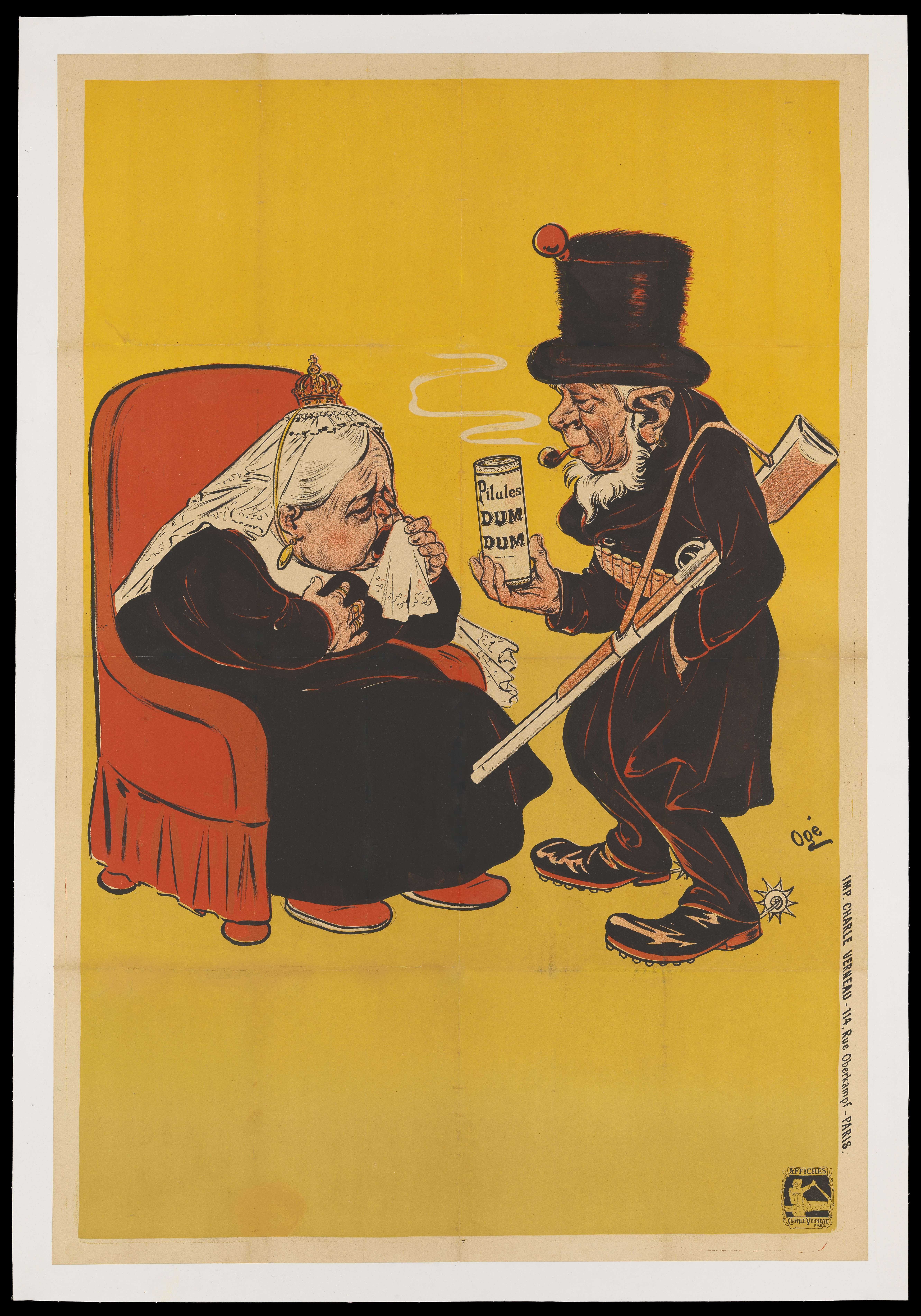
Affiche publicitaire réalisée par Eugène Ogé en 1900 montrant Kruger offrant des « pilules Dum-Dum » contre la toux à la reine Victoria. À noter que « Dum-Dum » désigne également un type de munitions pour fusil.

De retour à Pretoria, Kruger rédigea un projet de loi visant à accorder aux régions minières quatre sièges de plus dans chaque volksraad et fixant une période de résidence avant affranchissement de sept années. Le texte ne serait pas rétroactif mais les uitlanders déjà présents depuis au moins neuf ans obtiendraient immédiatement le droit de vote. Jan Hendrik Hofmeyr (en) de l'Afrikaner Bond convainquit Kruger de rendre la loi pleinement rétroactive — donnant ainsi le droit de vote à tous les hommes blancs se trouvant dans le pays depuis au moins sept ans — mais Milner et Ligue sud-africaine continuèrent à estimer que cela n'était pas suffisant. Quand Kruger rejeta la proposition britannique d'une commission conjointe au sujet du droit de vote, Smuts et Reitz proposèrent l'octroi des pleins civiques au bout de cinq années et la réservation du quart des sièges du volksraad à la région de Johannesburg à la condition que le Royaume-Uni renonce à ses revendications de suzeraineté sur le Transvaal. En septembre 1899, Chamberlain envoya un ultimatum exigeant l'acceptation sans conditions de la période de résidence de cinq années sans quoi le Royaume-Uni « formuleraient ses propres propositions pour un règlement final ».
Kruger en déduisit que la guerre était inévitable et compara la position des Boers à celle d'une homme n'ayant qu'un canif pour se défendre contre un lion : « Seriez vous tellement couard que vous ne vous défendriez pas avec votre canif ». Conscients du redéploiement en Afrique du Sud de troupes de tout l'Empire britannique, Kruger et Smuts estimèrent la seule chance des Boers était d'attaquer les premiers. Steyn craignait cependant que cela ne les fasse apparaître comme les agresseurs et il insista pour attendre jusqu'à que tout espoir d'un règlement pacifique ait disparu. Le 9 octobre, il informa Kruger que la guerre lui semblait inévitable et dans l'après-midi, le gouvernement du Transvaal transmit au ministre plénipotentiaire britannique Conyngham Greene (en) un ultimatum exigeant que le Royaume-Uni retire ses forces le long de la frontière dans les 48 heures. Le gouvernement britannique répondit que cela était impossible et le déclenchement de la seconde guerre des Boers fut annoncé à Pretoria le 11 octobre 1899 à 17 h.

### Seconde guerre des Boers

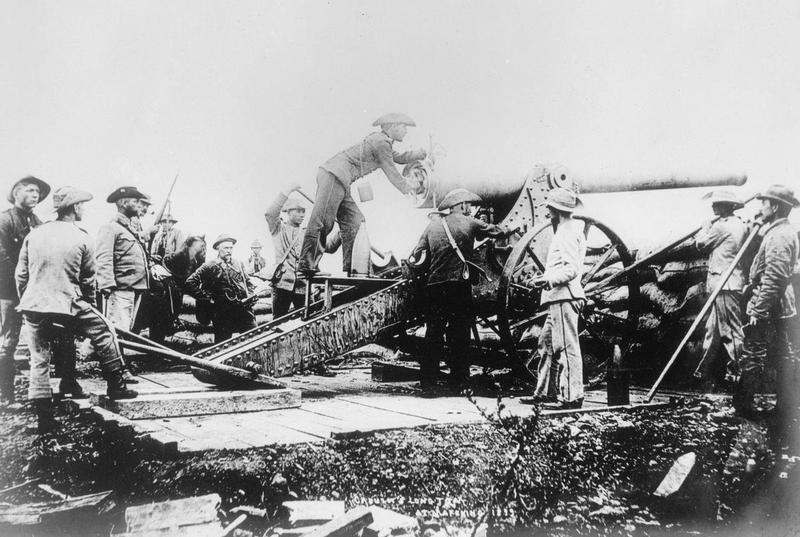
Canon de 155 mm de fabrication française utilisé par les Boers durant le siège de Mafeking.

Le déclenchement de la guerre accrut la stature internationale de Kruger et il fut célébré dans les pays rivaux du Royaume-Uni ; il annonça avoir bon espoir d'une intervention allemande, française ou russe en sa faveurs malgré les nombreux télégrammes de Leyds l'informant que cela était irréaliste. Kruger ne prit pas part aux combats essentiellement en raison de son âge— il eut 75 ans la semaine au cours de laquelle la guerre fut déclarée — mais également pour éviter sa capture ou sa mort. Il participa cependant à la conduite de la guerre depuis son bureau de Pretoria d'où il supervisa l'effort de guerre et conseilla ses officiers par télégramme. Les forces boers dans lesquelles combattaient quatre des fils de Kruger, six de ses beaux-fils et 33 de ses petits-enfants progressèrent rapidement dans le Cap et le Natal où elles assiégèrent Kimberley, Ladysmith et Mafeking. Peu après, Kruger nomma Louis Botha comme commandant-général après que Joubert ait été grièvement blessé

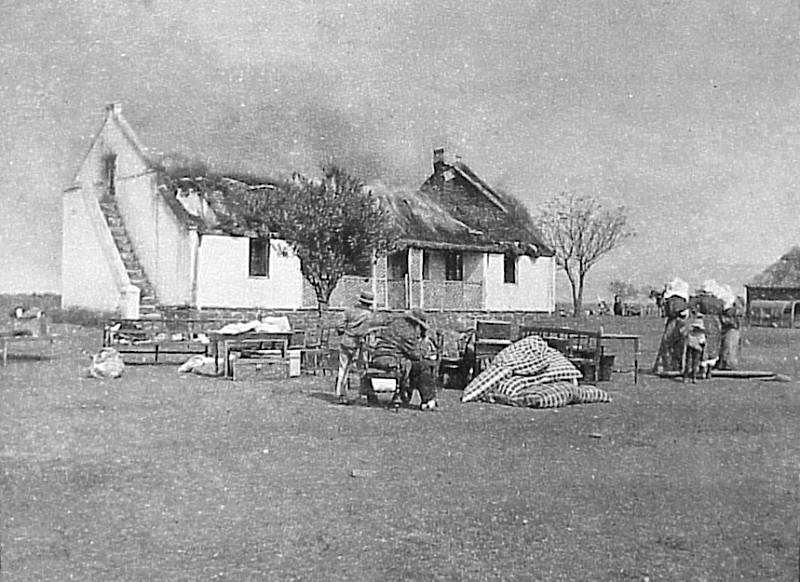
Incendie d'une ferme par les troupes britanniques durant la seconde guerre des Boers

Après les revers de l'automne et la Semaine noire de décembre 1899, les Britanniques reprirent l'ascendant et levèrent les sièges de Kimberley et de Ladysmith en février 1900. Le moral des Boers s'effondra et de nombreux burghers rentrèrent chez eux ; en réponse, Kruger se rendit sur le front et déclara que tout déserteur devrait être fusillé. Il avait espéré que les Afrikaners du Cap se joignent à sa cause mais ce ne fut pas le cas en dehors de quelques groupes isolés et l'arrivée de quelques milliers de volontaires étrangers essentiellement néerlandais, allemands et scandinaves fut insuffisant pour renverser la situation militaire. Quand les troupes britanniques entrèrent dans Bloemfontein le 13 mars 1900, Reitz et les autres pressèrent Kruger de détruire les mines d'or mais il s'y opposa en avançant que cela entraverait la reconstruction après la guerre. Mafeking fut secouru deux mois plus tard et le 30 mai, Lord Roberts s'empara de Johannesburg. Kruger avait quitté Pretoria la veille et rejoignit Machadodorp par train. La capitale tomba le 5 juin.
Les Britanniques contrôlant les principales villes et les voies ferrées, la phase conventionnelle du conflit s'acheva ; Kruger échangea avec Steyn au sujet d'une reddition mais le président de l'État libre insista pour une lutte jusqu'au bout. Cela redonna courage à Kruger et il ordonna à tous les officiers de ne pas déposer les armes. Les soldats menés par Botha, Christiaan de Wet et Koos de la Rey se replièrent dans le veld et menèrent une guerre de guérilla. En réponse, les Britanniques menés par Lord Kitchener adoptèrent une politique de la terre brûlée en incendiant les fermes des Boers continuant à combattre ; les non-combattants (essentiellement les femmes et les enfants) furent regroupés dans ce que l'armée britannique qualifia de camps de concentration. Kruger s'installa à la fin juin à Waterval Onder où sa petite maison fut appelée Krugerhof. Quand Roberts annonça l'annexion de la République sud-africaine à l'Empire britannique le 1er septembre 1900— l'État libre avait été annexé le 24 mai —, Kruger proclama deux jours plus tard que cela « n'avait pas été reconnu » et « déclaré nul et non avenu ». Dans les jours qui suivirent, il fut décidé que pour éviter sa capture, Kruger se rendrait à Lourenço Marques au Mozambique pour y prendre un navire à destination de l'Europe. Officiellement, il s'agissait de rassembler des soutiens pour la cause boer,.

## Exil et mort

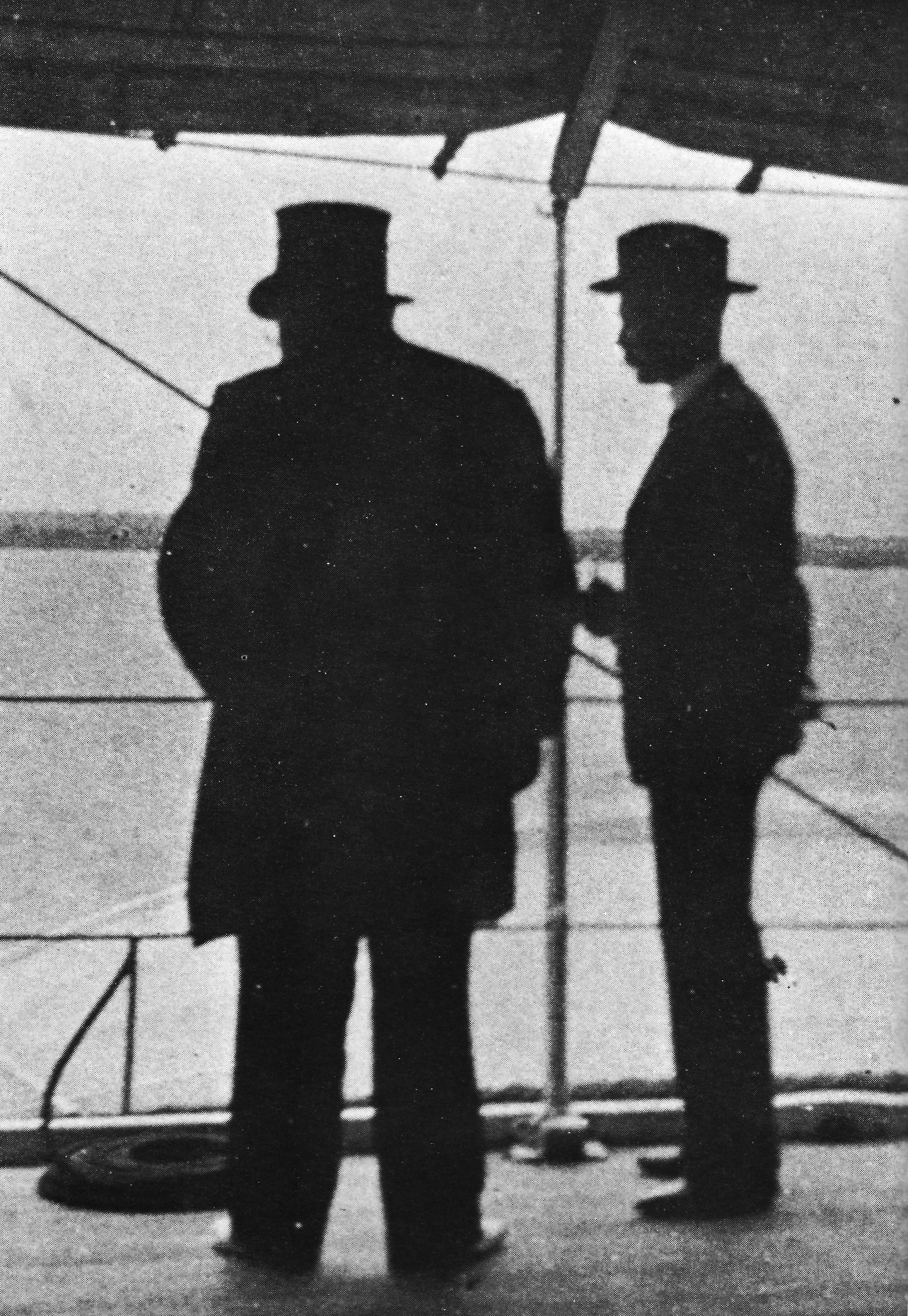
Kruger quittant l'Afrique qu'il ne reverra jamais en 1900. Son secrétaire Madie Bredell est à ses côtés.

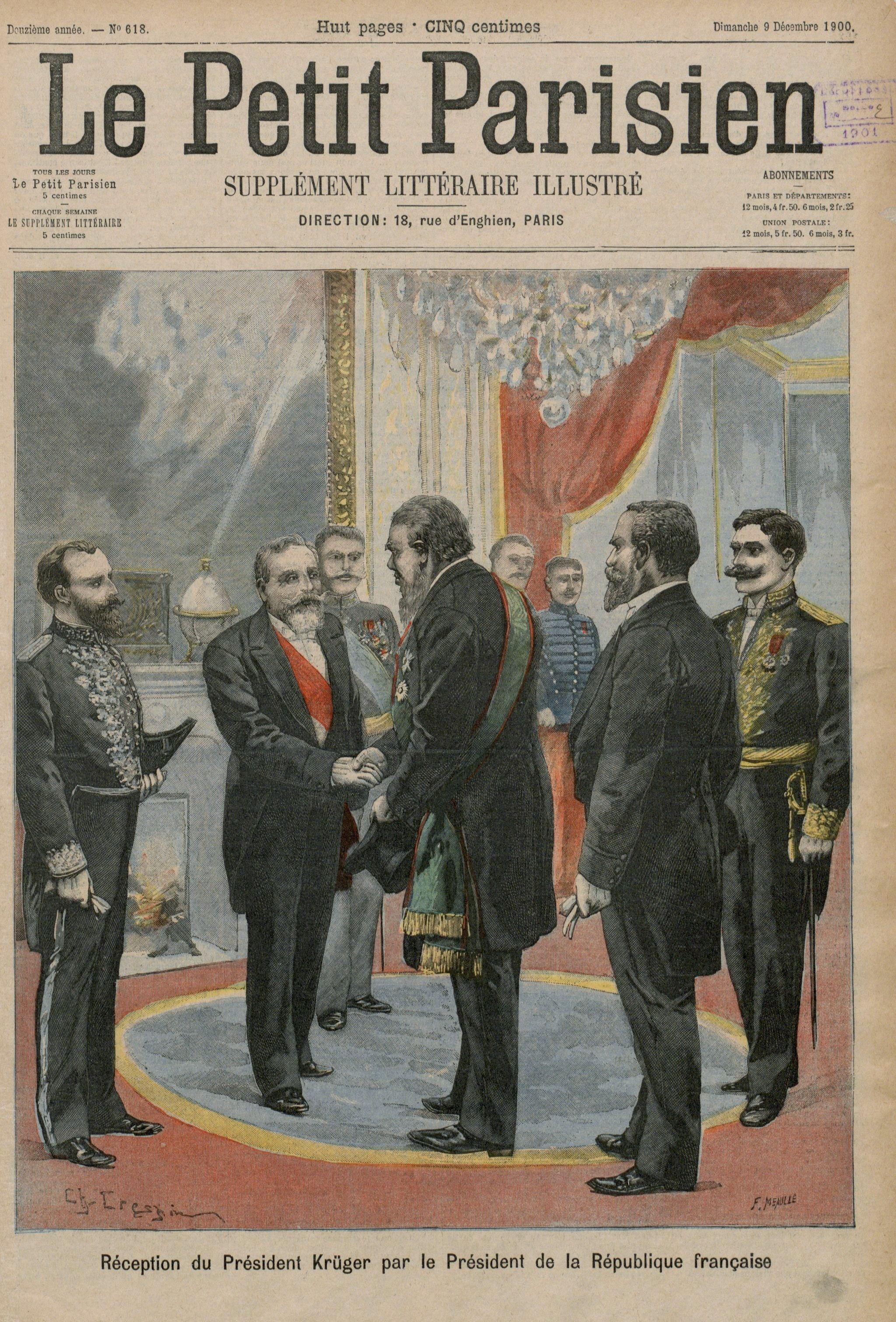
Réception de Kruger à Paris par le président de la République Émile Loubet (couverture du Petit Parisien illustré du 9 décembre 1900).

Kruger quitta le Transvaal par rail le 11 septembre 1900 et pleura quand son train traversa la frontière. Il avait prévu d'embarquer à bord du premier vapeur quittant le port — le Herzog de la Deutsche Ost-Afrika Linie — mais en fut empêché par le gouverneur portugais qui le plaça en résidence surveillée à la demande du consul britannique. Un mois plus tard, la reine Wilhelmine des Pays-Bas négocia avec le Royaume-Uni pour transporter Kruger à bord d'un vaisseau néerlandais, le croiseur Gelderland (en), jusqu'à Marseille en France. Kruger fut ravi de ce dénouement mais fut déçu d'apprendre que Gezina, qui se trouvait toujours à Pretoria, était trop malade pour l'accompagner. Le Gelderland appareilla le 20 octobre 1900.
Kruger était de plus en plus sourd et avait perdu de son mordant mais sa présence en Europe fut un formidable succès pour la propagande boer. Plus de 60 000 personnes assistèrent à son arrivée à Marseille le 22 novembre et accompagné par Leyds, il fut accueilli par une foule enthousiaste à Paris. Il reçut le même accueil à Cologne le 1er décembre mais l'empereur Guillaume II lui refusa une audience à Berlin. Espérant toujours une intervention allemande, Kruger fut profondément choqué et indiqua à Leyde que « le Kaiser nous a trahis ». Ils se rendirent ensuite aux Pays-Bas mais après une rencontre chaleureuse avec Wilhelmine et sa famille à La Haye, il devint clair que sa présence dans la capitale embarrassait le gouvernement néerlandais. Kruger se rendit donc à Hilversum en avril 1901.
Gezina, avec qui Kruger avait eu seize enfants — neuf fils et sept filles dont certains moururent durant leur enfance — obtint que huit de ses petits-enfants malades, dont la mère était morte dans le camp de concentration de Krugersdorp en juillet 1901, lui soient confiés. Cinq d'entre eux moururent dans les neuf jours qui suivirent leur arrivée et Gezina décéda peu après. Meintjes écrit qu'un « silence étrange » enveloppa alors Kruger. À présent presque entièrement sourd et partiellement aveugle, il dicta ses mémoires à son secrétaire Hermanus Christiaan « Madie » Bredell et Pieter Grobler à la fin de l'année 1901. Elles furent publiées l'année suivante. Kruger et son entourage s'installèrent en décembre 1901 à Utrecht dans une confortable villa appelée « Oranjelust » où il fut rejoint par sa fille Elsje Eloff et sa famille.
Cecil Rhodes mourut en mars 1902 et légua sa propriété de Groote Schuur à la colonie du Cap pour qu'elle devienne la résidence officielle des futurs premiers ministres d'une Afrique du Sud unifiée. Ayant appris cela, Kruger lança à Breddel : « Je serais peut-être le premier ». La guerre prit officiellement fin le 31 mai 1902 avec le traité de Vereeniging : les républiques boers devinrent les colonies du Transvaal et de la rivière Orange qui furent intégrées à l'Empire britannique. Kruger n'accepta que tout était fini que lorsque Bredell fit retirer d'Oranjelust les drapeaux de la République sud-africaine et de l'État libre d'Orange deux semaines plus tard. En réponse à une lettre de condoléance allemande, il répondit simplement que « mon chagrin est au-delà de toute expression ».

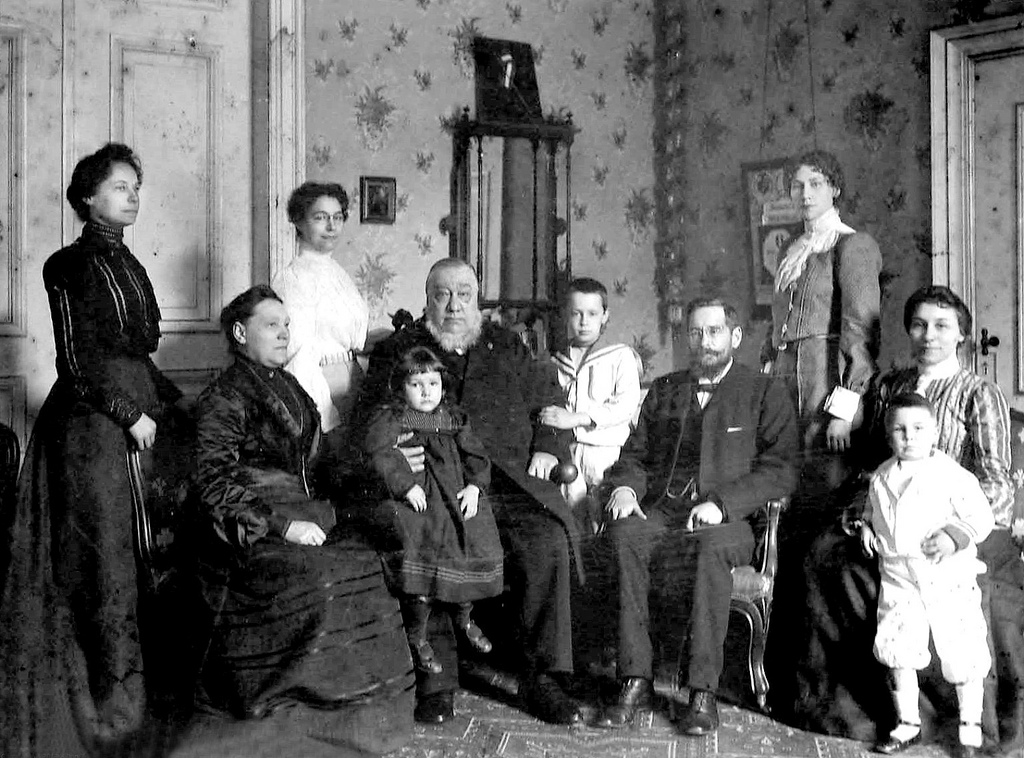
Photographie de Kruger et d'une partie de sa famille à Oranjelust en 1902

Kruger était réticent à l'idée de retourner en Afrique du Sud car il ne voulait pas redevenir un sujet britannique et car il pensait qu'il pourrait mieux servir ses anciens administrés en restant en exil. Steyn refusa également le nouvel ordre et rejoignit Kruger en Europe même s'il se ravisa par la suite. Botha, De Wet et De la Rey se rendirent à Oranjelust en août 1902 et selon certains, ils furent réprimandés pour avoir « renoncé à l'indépendance » ; les rumeurs d'une telle scène se répandirent tellement que les généraux publièrent une déclaration niant qu'elle ait eu lieu.
Après avoir passé l'hiver 1902-1903 à Menton sur la Côte d'Azur, Kruger s'installa à Hilversum puis revint à Menton en octobre 1903. Au début de l'année 1904, il s'installa à Clarens, un petit village du canton de Vaud dans l'ouest de la Suisse où il passa ses derniers jours dans une maison donnant sur le lac Léman et les Alpes. Paul Kruger mourut d'une pneumonie à Clarens le 14 juillet 1904 à l'âge de 78 ans, sa Bible ouverte sur sa table de chevet.
Le corps de Kruger fut initialement inhumé à La Haye avant d'être rapatrié en Afrique du Sud avec l'accord du Royaume-Uni. Après avoir été exposé publiquement (en), son cercueil enveloppé dans le vierkleur de la République sud-africaine fut enterré dans ce qui est aujourd'hui le Heroes' Acre de Pretoria le 16 décembre 1904 lors de funérailles nationales,, et une cérémonie religieuse organisée en l'église calviniste de Church Square.

## Héritage

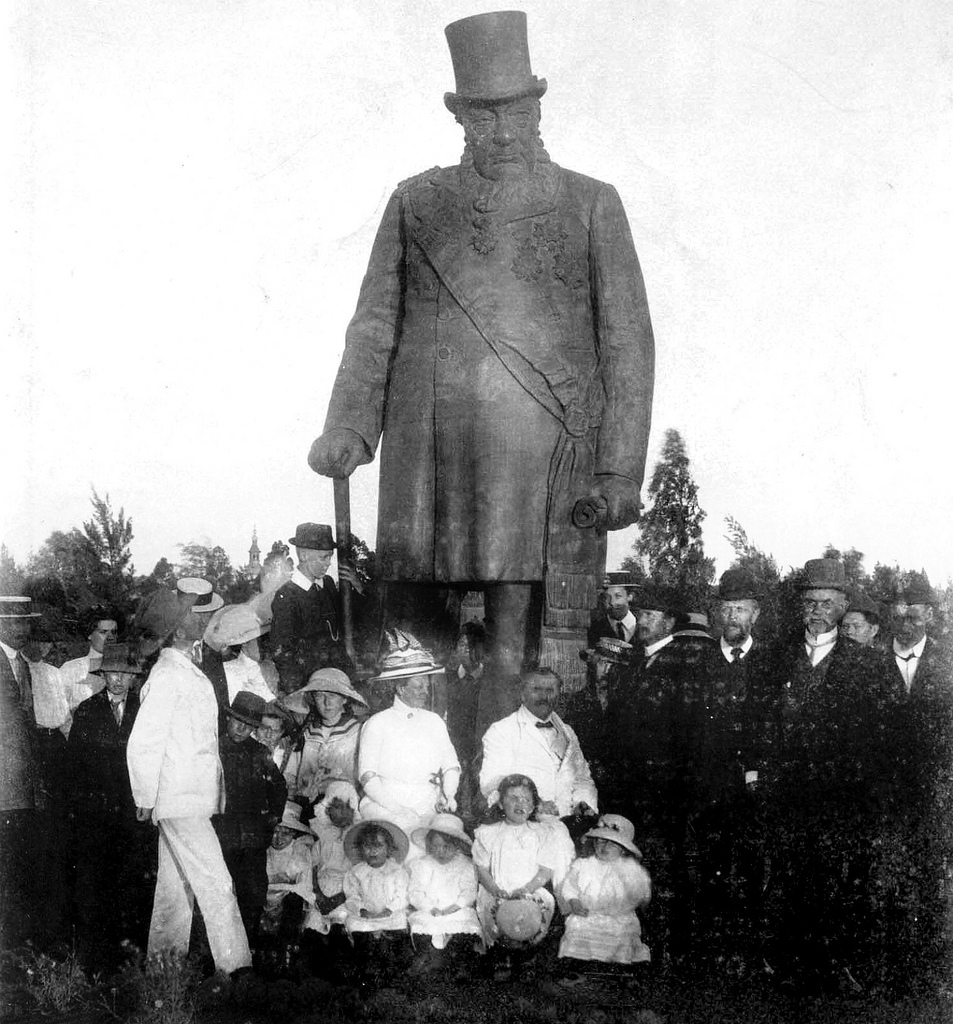
La statue de Kruger, réalisée en 1899 par Anton van Wouw, est d'abord érigée en 1913 dans Prince’s Park

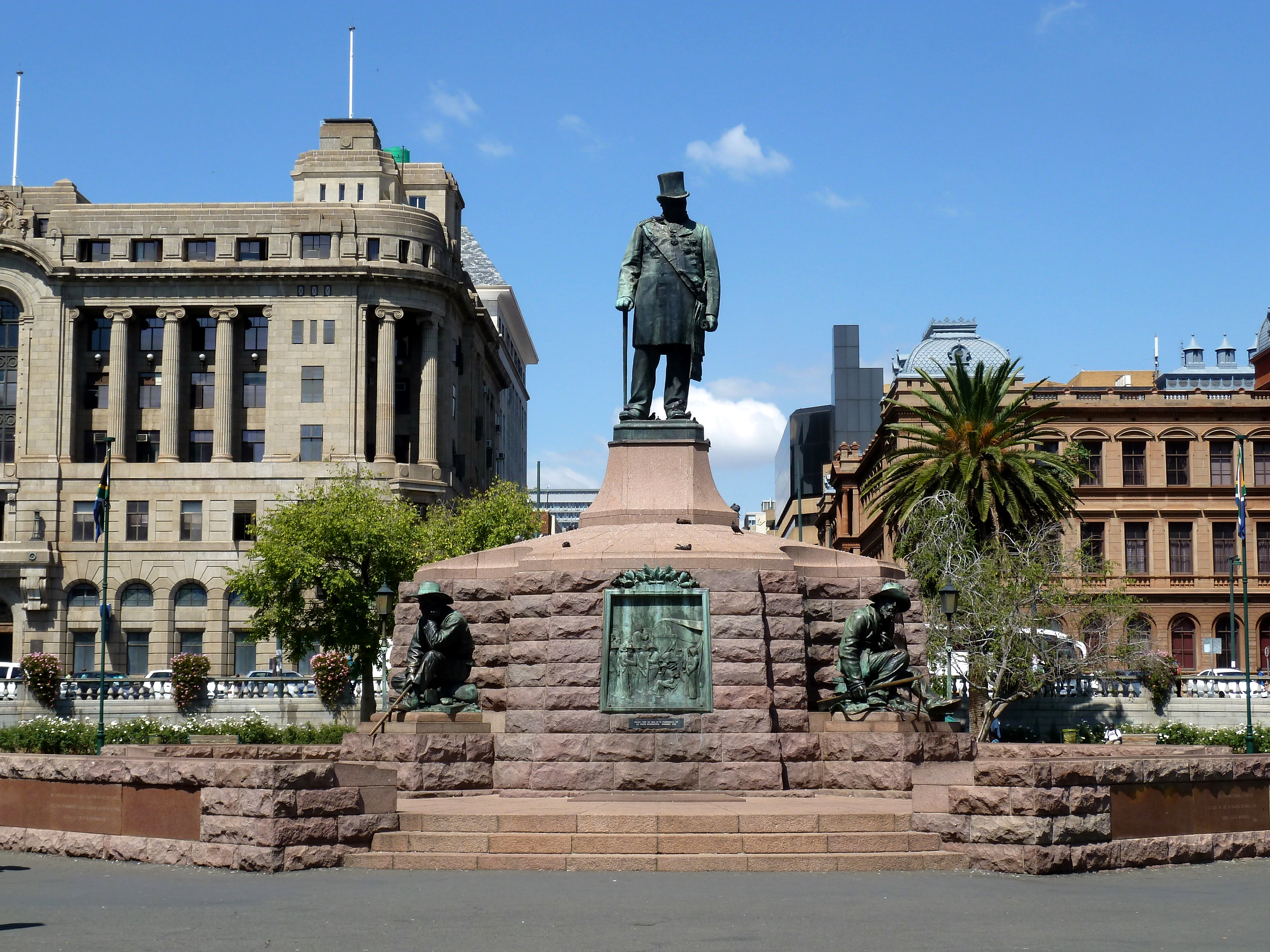
Après avoir été déplacée devant la gare de Pretoria en 1925, cette statue de Paul Kruger trône depuis 1954 au centre de church square à Pretoria où elle est devenue d'un des monuments les plus photographiés de la ville

Paul Kruger est une véritable icône afrikaner en Afrique du Sud. Le 10 octobre, jour de sa naissance, fut férié jusqu'en 1994. Les évaluations historiques le concernant sont cependant partagées. Nombreux furent les Britanniques qui s'irritèrent qu'un homme tel que Kruger ait pu jouer un rôle aussi majeur dans l'histoire de l'Afrique du Sud. Ils étaient les premiers à qualifier son physique de repoussant et de laid, de se moquer de ses manières grossières et de ses idées qualifiées de réactionnaires. Ils ne pouvaient voir en lui un interlocuteur sérieux et à juste titre, Kruger ne pouvait être qualifié d'homme de la modernité. Pourtant, il était un "représentant typique de la société boer, archétype du dévot, puritain, persévérant, obstiné, individualiste, ne vivant que pour Dieu et pour les siens".
Pour ses admirateurs, il fut un lecteur rusé des personnes, des événements et de la loi qui défendit loyalement une nation dénigrée et devint un héros populaire tragique. Pour ses détracteurs, il était un « ataviste anachronique », le défenseur douteux et obstiné d'une cause injuste et un oppresseur des Africains noirs. Meintjes note que « plus d'absurdité ont été écrites sur lui que sur toute autre personne que je connaisse ». Il ajoute que sa véritable figure a été obscurcie par les différentes tentatives visant à ternir ou à blanchir sa réputation : « un véritable bourbier d'hostilité et de sentiment, de préjugés et de déification » présentant Kruger comme tout « depuis le saint au sauvage oppressant et menteur ». Quels que soient ses qualités et ses défauts, Meintjes conclut que Kruger était le personnage central de l'histoire boer et l'un des Sud-Africains les « plus extraordinaires ». Pour Sir Henry Bartle Frere, l'un de ses plus grands opposants, Kruger était « un bonhomme rusé, qui sous des manières faussement clownesques et une ignorance feinte, dissimule des talents considérables ».
Après la formation de l'Union d'Afrique du Sud sous Louis Botha en 1910, Kruger resta une « force vitale dans la politique sud-africaine et la culture afrikaner ». La réserve naturelle nationale qu'il avait fondée en 1898 fut agrandie et nommée parc national Kruger en 1926. En 1954, plus d'un demi-siècle après sa réalisation par Anton van Wouw, une statue en bronze de Kruger avec sa veste et son haut-de-forme caractéristiques fut installée à Church Square à Pretoria. Treize ans plus tard, la Monnaie sud-africaine mit son profil sur une pièce en or appelée Krugerrand qui continue à être produite en 2014,. Sa résidence de Pretoria et sa ferme de Boekenhoutfontein ont été inscrites comme monuments historiques, et la première est devenue un musée.
Kruger a donné son nom à la ville de Krugersdorp et à de nombreuses rues en Afrique du Sud et dans d'autres pays, notamment aux Pays-Bas. Cela a parfois provoqué des controverses comme lorsqu'en 2009, les autorités de Saint-Gall en Suisse ont renommé la Krügerstrasse « en raison [(selon eux)] de sa connotation raciste, ». Ce dernier point a cependant été contesté par le professeur émérite Yvo Hangartner selon lequel Kruger n'était pas plus raciste que les dirigeants européens et américains de l'époque mais qu'il symbolisait surtout la résistance d'un petit peuple contre une grande puissance impérialiste. La ville de Clarens en Afrique du Sud, fondée en 1912, a été nommé en référence à la dernière demeure de Kruger en Suisse.
Leyds déclara que « Paul Kruger forgea lui-même son nom et sa réputation… Il est parfois dit qu'il était illettré. Cela est évidemment absurde… Il n'était certainement pas érudit mais il avait une connaissance approfondie de nombreuses choses ». Le biographe de Milner, E. B. Iwan-Müller avança que « dans les basses sphères de la diplomatie, M. Kruger était un maître. Il détectait rapidement les faux mouvements de ses adversaires et savait les tourner à son avantage ; mais dans les grandes manœuvres, il était désespérément incapable. Pour obtenir un succès brillant et évident aujourd'hui, il était prêt à gaspiller les perspectives à venir, si, en effet, il avait la capacité de les prévoir. Il était ce que je pense que des soldats appelleraient un excellent tacticien mais un stratège inepte ». Peu après la mort de Kruger, Smuts dit à l'humanitaire britannique Emily Hobhouse : « Il incarna le caractère boer à la fois dans ses aspects les plus nobles et les plus sombres et il fut sans nul doute le plus grand homme— à la fois moralement et intellectuellement — que la race boer a jusque-là produite. Par sa volonté et sa ténacité de fer, son attitude jusqu'au-boutiste face au destin et sa foi mystique dans un autre monde, il représentait ce qui est le meilleur en chacun de nous ».

### Monuments et lieux emblématiques

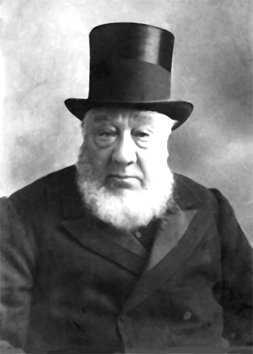
Quand Paul Kruger meurt en 1904 à Clarens en Suisse, il personnifie l'image du "combattant de la liberté", dans une grande partie de l'Europe continentale et de l'Amérique du Nord.

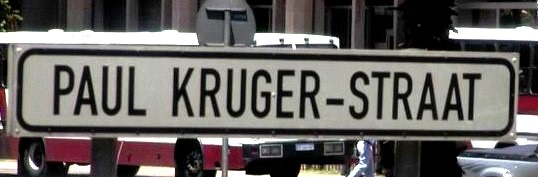
Panneau de rue à Pretoria

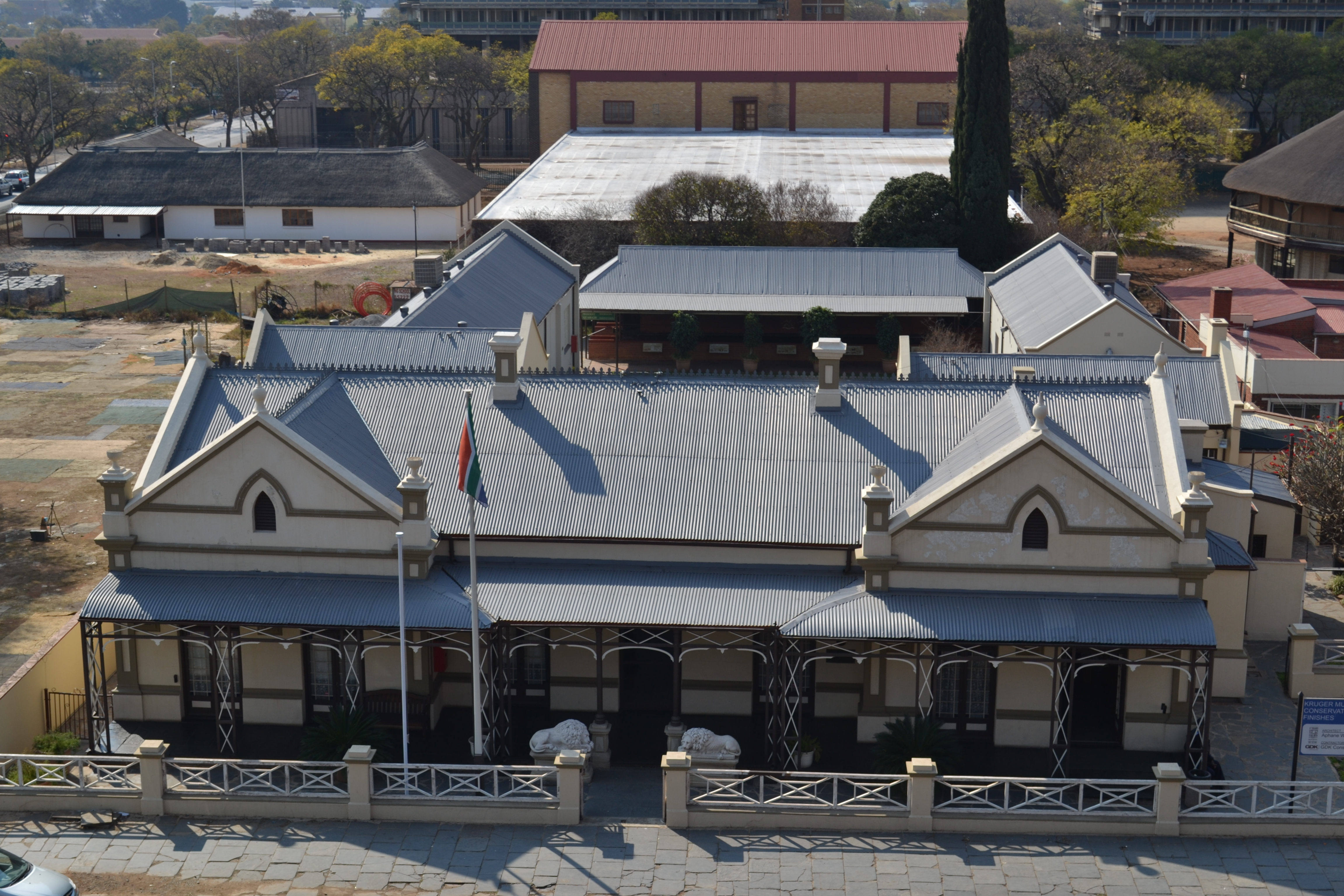
Maison de Paul Kruger à Pretoria (2013)

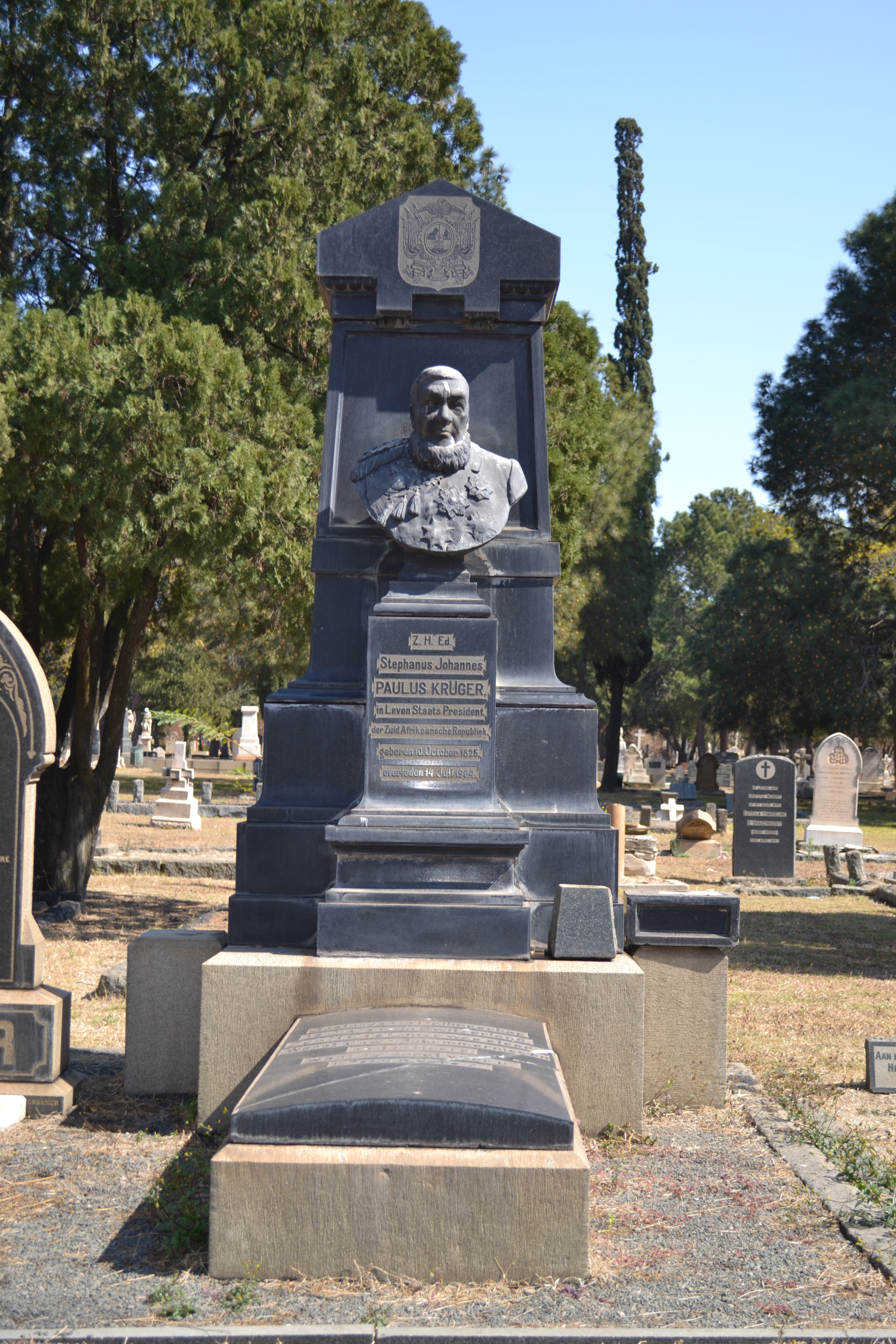
Tombe de Paul Kruger au cimetière de church street à Pretoria

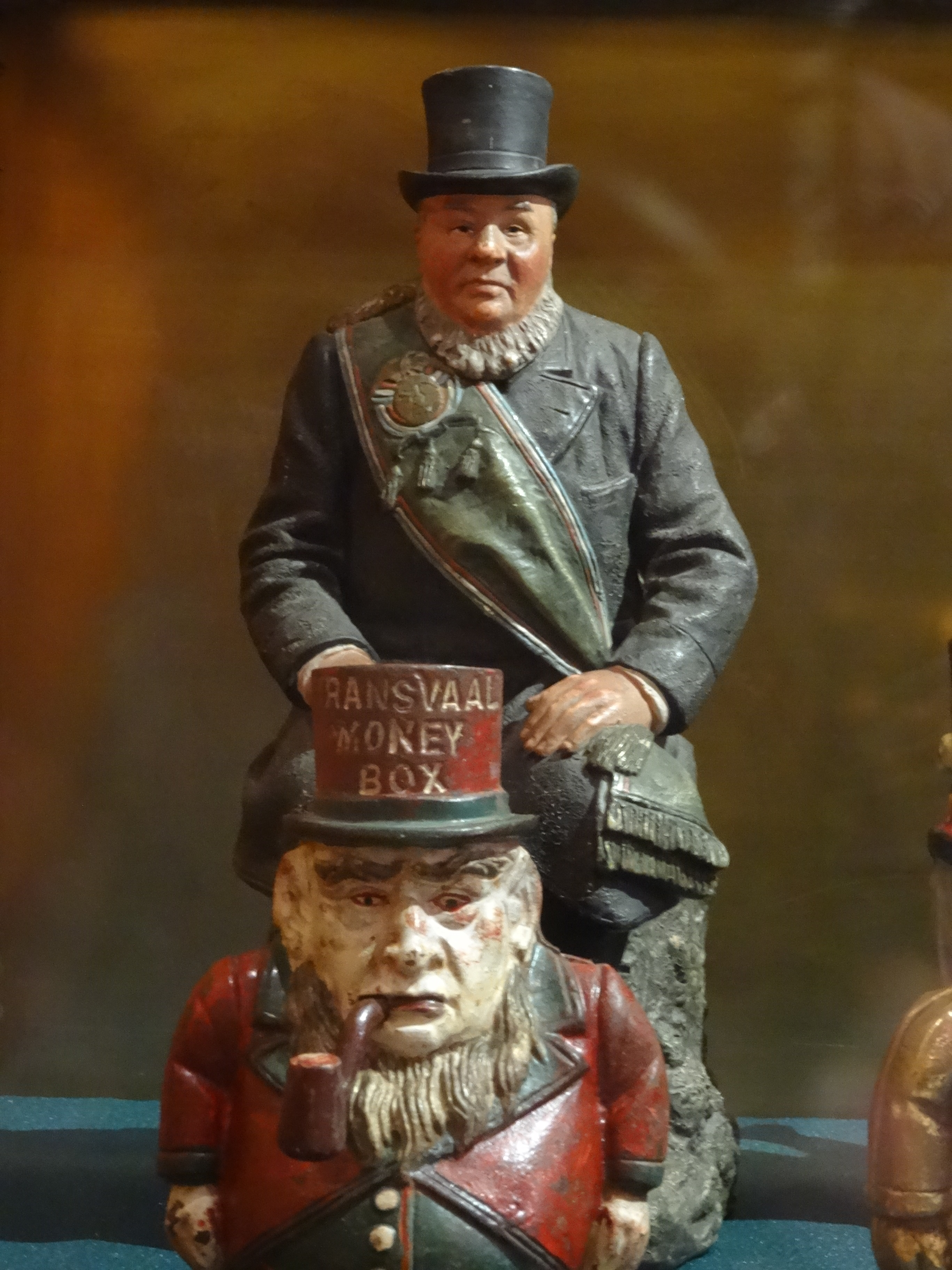
Quelques-unes des nombreuses figurines et objets dérivés représentant Paul Kruger, marquantes de l'engouement dont il faisait l'objet.

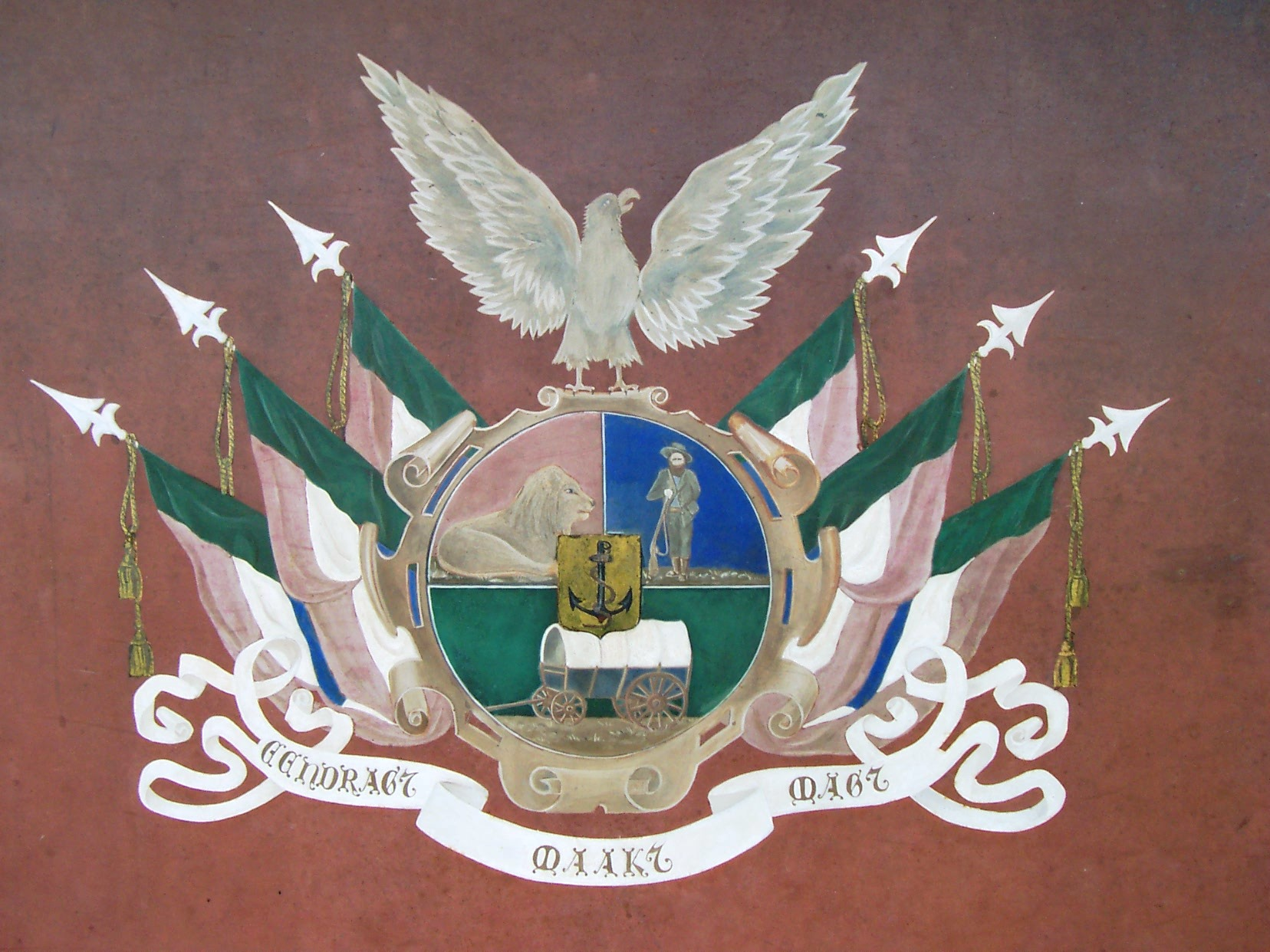
Armoiries du Transvaal sur le wagon de Paul Kruger

En Afrique du Sud, plusieurs monuments, musées ou objets sont consacrés à Paul Kruger :
- Une statue iconique de Kruger est située au centre de Church Square, le quartier historique de Pretoria : En avril 2015, elle est l'une des statues emblématiques prises pour cible, et maculée de peinture verte, par des membres des Economic Freedom Fighters à la suite de l'appel de leur chef, Julius Malema, à faire tomber les statues des anciens dirigeants blancs du pays[252]
- Sa maison de Church street à Pretoria est devenue un musée (Kruger House Museum).
- Des statues de Paul Kruger ont été érigées dans le Parc national Kruger, à Krugersdorp et à Rustenburg.
- Sa ferme de Boekenhoutfontein près de Rustenburg est inscrite au patrimoine national depuis 1971
- La ferme de Bulhoek, où il est né, est également inscrite au patrimoine national
- Son effigie figure sur les pièces d'or baptisées de son nom, les Krugerrand.
- Son nom a été donné à un type de pipe appelé Oom Paul Pipe (la pipe de l'oncle Paul)
- En Suisse, à Clarens, la villa Kruger (lieu du décès de Paul Kruger) est devenue une résidence hôtelière au bord du Lac Léman.

### Toponymie et odonymie
Plusieurs lieux et de nombreuses artères de villes situées en Afrique du Sud (plus particulièrement dans les anciennes républiques boers) et dans d'autres pays ont été baptisés en l'honneur de Paul Kruger. On peut citer notamment sans être exhaustif :
- En Afrique du Sud :
  - Le plus grand parc national d'Afrique du Sud, le parc national Kruger, dont il avait acté la création sous le nom de réserve de Sabie, porte son nom depuis 1926,
  - La ville de Krugersdorp dans la banlieue de Johannesburg a été baptisée son honneur,
  - Le township de Mamelodi dans la banlieue de Pretoria a été baptisé de son surnom sotho,
  - La localité de Gezina, aujourd'hui un quartier de Pretoria, porte le nom de sa seconde épouse.
  - Les rues de nombreuses localités sud-africaines (notamment à Pretoria, à Johannesburg, Rustenburg, Potgietersrus, Nelspruit, Le Cap, Durbanville, Stellenbosch, Calvinia, Paarl...) ainsi que des avenues (à Bloemfontein, Vereeniging ou Centurion).
- En France :
  - Des rues, boulevards et avenues à Lyon, Villeurbanne, Marseille, Courbevoie, Chalon-sur-Saône, Saint-Maur-des-Fossés, Toulouse, Corbeil-Essonnes, Angers, Limoges…
- Aux Pays-Bas :
  - La Krugerplein (place Kruger) dans le quartier est d'Amsterdam (Amsterdam-Oost)
  - La Krugerstraat à Vaassen, à Utrecht et à Amsterdam
  - La Paul Krugerstraat à Rotterdam, à Leyde et dans le quartier Transvaalbuurt à Haarlem,
  - La Paul Krugerlaan à La Haye.
- En Belgique :
  - La Krugerstraat et la Krugerplein à Anvers,
  - La Paul Krugerstraat à Lierre (Belgique),
- En Namibie :
  - Paul Kruger street à Windhoek.

## Représentation dans les arts
- L'acteur autrichien Oskar Homolka interprète le rôle de Paul Kruger dans le film britannique Rhodes of Africa (en) (1936) réalisé par Berthold Viertel.
- L'acteur allemand Emil Jannings joue le rôle de Kruger dans le film biographique de propagande nazie intitulé Le Président Krüger (1941), réalisé durant la Seconde Guerre mondiale[253],[254],[255].
- L'acteur sud-africain James Norval (1908-1970) incarne Paul Kruger dans le film consacré au Président du Transvaal, intitulé Paul Kruger réalisé par Werner Grünbauer en 1956.
- L'acteur sud-africain Carel Trichardt (en) incarne le Président Kruger dans la série britannique consacrée à Cecil Rhodes (1996)[256].

## Vie privée
En 1842, Paul Kruger épousa Anna Maria Etresia du Plessis (née le 26 septembre 1826 et morte en janvier 1846). Ils eurent au moins 2 enfants : un garçon mort en bas âge en 1845 et Maria Kruger (1845-1847).
En 1847, Paul Kruger épousa ensuite, une cousine de sa première femme, Gezina Susanna Frederika Wilhelmina du Plessis (née le 5 mai 1831 à Burgersdorp et morte le 20 juillet 1901 à Pretoria). Ils eurent 17 enfants dont :
- Casper Jan Hendrik Kruger (1847-1905)
- Catherina Helena Kruger (1849-1911)
- Jan Adriaan Kruger (1851-1914)
- Elsje Fransina Kruger (1853-1924)
- Gesina Susanna Frederika Wilhelmina Kruger (1855-1925)
- Stephanus Johannes Paulus Kruger (1856-1878)
- Anna Johanna Maria Aletta Kruger (1859-1937)
- Stephanus Johannes Kruger (1860-1929)
- les jumeaux Douw Gerbrand Kruger (1862-v.1870) et Nicolaas Jacobus Kruger (1862-v.1870)
- Pieter Kruger (1864-?)
- les jumelles Sophia Margaretha Kruger (1866-1901) et Tareza Margrieta Kruger (28 octobre 1866 - 6 janvier 1867)
- Alida Barendina Kruger (1868-1960)
- Tjaart Andries Petrus Kruger (1874-1901).

Paul Kruger est aussi le grand oncle de Pieter Gert Wessel Grobler et de l'acteur américain Otto Kruger.